# 13. September
Der 13. September ist der 256. Tag des gregorianischen Kalenders (der 257. in Schaltjahren). Somit verbleiben noch 109 Tage bis zum Jahresende.

## Ereignisse

### Politik und Weltgeschehen

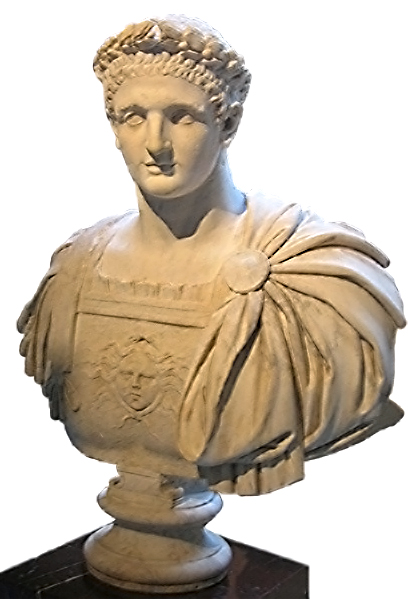
81 n. Chr.: Domitian

- 0081: Domitian wird nach dem Tod seines Bruders Titus römischer Kaiser.
- 0533: In der Schlacht bei Ad Decimum besiegen die Oströmer unter Belisar die Vandalen unter ihrem König Gelimer. Dies ist ein entscheidender Schritt hin zur Vernichtung des Vandalenreiches und zur Wiedereingliederung Nordafrikas in das Römische Reich.
- 0864: Der venezianische Doge Pietro Tradonico wird nach der Einweihung der Kirche San Zaccaria von Verschwörern ermordet.
- 1309: Um die Übernahme von Danzig durch den Deutschen Orden abzusichern, erwirbt dieser im Vertrag von Soldin vom Markgrafen von Brandenburg dessen Ansprüche auf das Herzogtum Pommerellen.
- 1502: In der Schlacht am Smolinasee siegt das Heer des Deutschen Ordens unter Wolter von Plettenberg, unterstützt von Esten und Letten, über das zahlenmäßig überlegene Heer Iwans III.
- 1598: Nach dem Tod seines Vaters Philipp II. wird Philipp III. König von Spanien.
- 1621: Kosaken errichten Melezk, der Ort gilt als die drittälteste russische Siedlung im Süden Sibiriens.

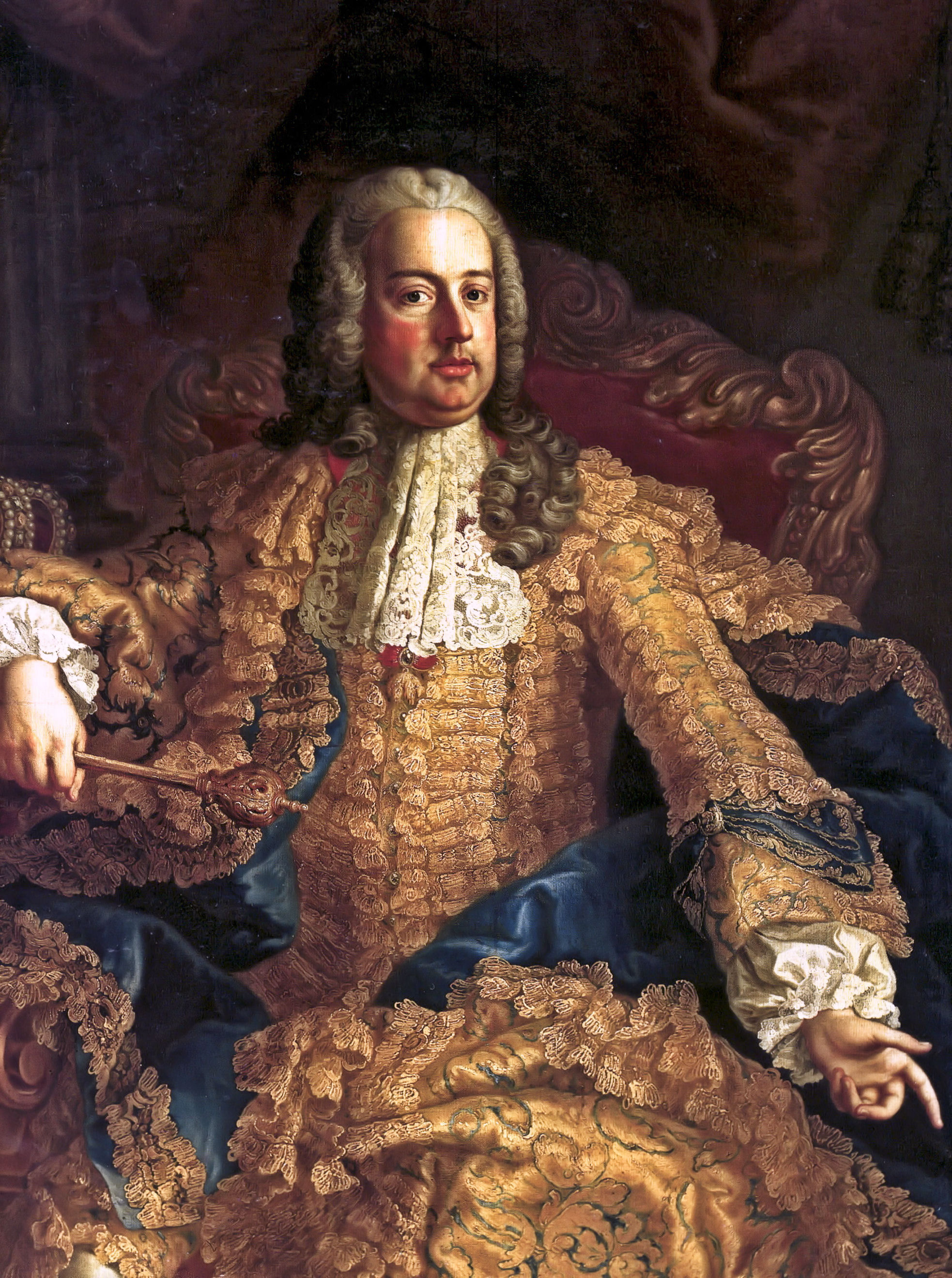
1745: Franz I. Stephan von Lothringen

- 1745: Franz I. Stephan von Lothringen, Großherzog der Toskana und Gatte der österreichischen Erzherzogin Maria Theresia, wird Kaiser des Heiligen Römischen Reiches.
- 1759: Im britisch-französischen Kolonialkrieg in Nordamerika kommt es zur kriegsentscheidenden Schlacht auf der Abraham-Ebene, bei der beide Befehlshaber, James Wolfe und Louis-Joseph de Montcalm, fallen. Die Briten besiegen die Franzosen und sichern damit die Eroberung von Québec und Französisch-Kanada.
- 1808: In der Schlacht von Jutas während des Dritten Russisch-Schwedischen Krieges besiegen die Schweden die russischen Einheiten. Der schwedische General Georg Carl von Döbeln verhindert mit seinem Regiment den Versuch, die ganze schwedische Armee einzukesseln.
- 1845: In Irland wird erstmals das Auftreten der Kartoffelfäule beobachtet. Die daraus resultierten Missernten lösen die Große Hungersnot aus.
- 1847: US-amerikanische Truppen unter Winfield Scott besiegen im Mexikanisch-Amerikanischen Krieg eine mexikanische Einheit von großteils minderjährigen Kadetten in der Schlacht von Chapultepec und fügen Präsident Antonio López de Santa Anna damit eine empfindliche Niederlage zu.

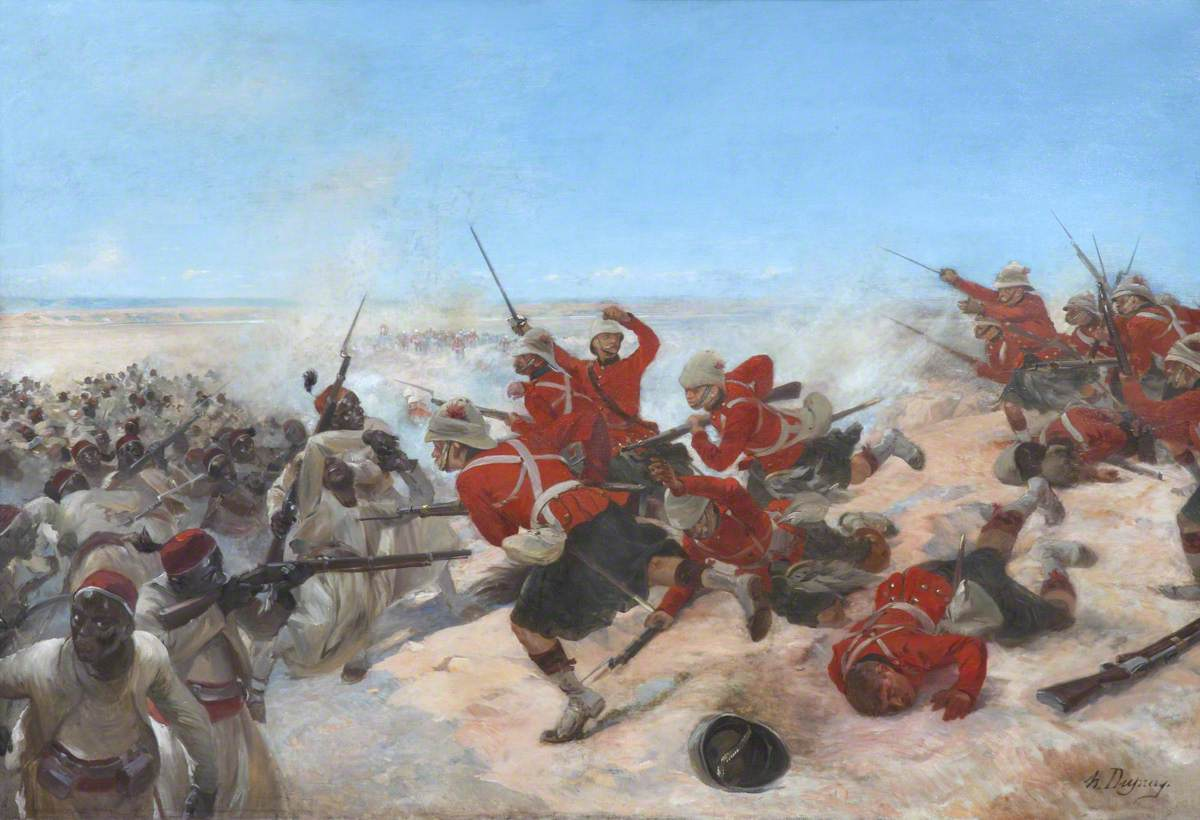
1882: Schlacht von Tel-el-Kebir

- 1882: In der Schlacht von Tel-el-Kebir vernichtet Garnet Wolseley die Armee Urabi Paschas und ermöglicht dadurch die britische Herrschaft in Ägypten.
- 1914: Im Ersten Weltkrieg beginnt der „Wettlauf zum Meer“ zwischen Frankreich und dem Deutschen Reich.
- 1923: In Spanien findet unter General Miguel Primo de Rivera ein Staatsstreich statt.
- 1931: Das Eingreifen des österreichischen Bundesheers beendet den Pfrimer-Putsch.
- 1933: Mit der Parole „Kampf gegen Hunger und Kälte“ eröffnet Reichskanzler Adolf Hitler eine Propagandakampagne für das neue Winterhilfswerk zur Unterstützung Arbeitsloser.
- 1939: Beim Überfall auf Polen während des Zweiten Weltkriegs beginnt die Schlacht um Modlin. Die Festung Modlin zählt zum polnischen Festungsviereck.
- 1940: Der Buckingham-Palast wird bei einem deutschen Bombenangriff auf London im Zweiten Weltkrieg beschädigt.
- 1940: Die italienische 10. Armee erobert an der libysch-ägyptischen Grenze Fort Capuzzo zurück, das wie kein anderer Ort die charakteristische Dynamik der Kämpfe in Nordafrika symbolisiert.
- 1942: Die Japaner beginnen auf Guadalcanal mit einem Angriff auf das Henderson Field, um das von US-amerikanischen Einheiten eingenommene Flugfeld zurückzuerobern. Die Schlacht am Bloody Ridge während des Pazifikkrieges dauert bis zum 15. September.
- 1946: Personen deutscher Nationalität werden in Polen durch ein Bierut-Dekret aus der polnischen Volksgemeinschaft ausgeschlossen.

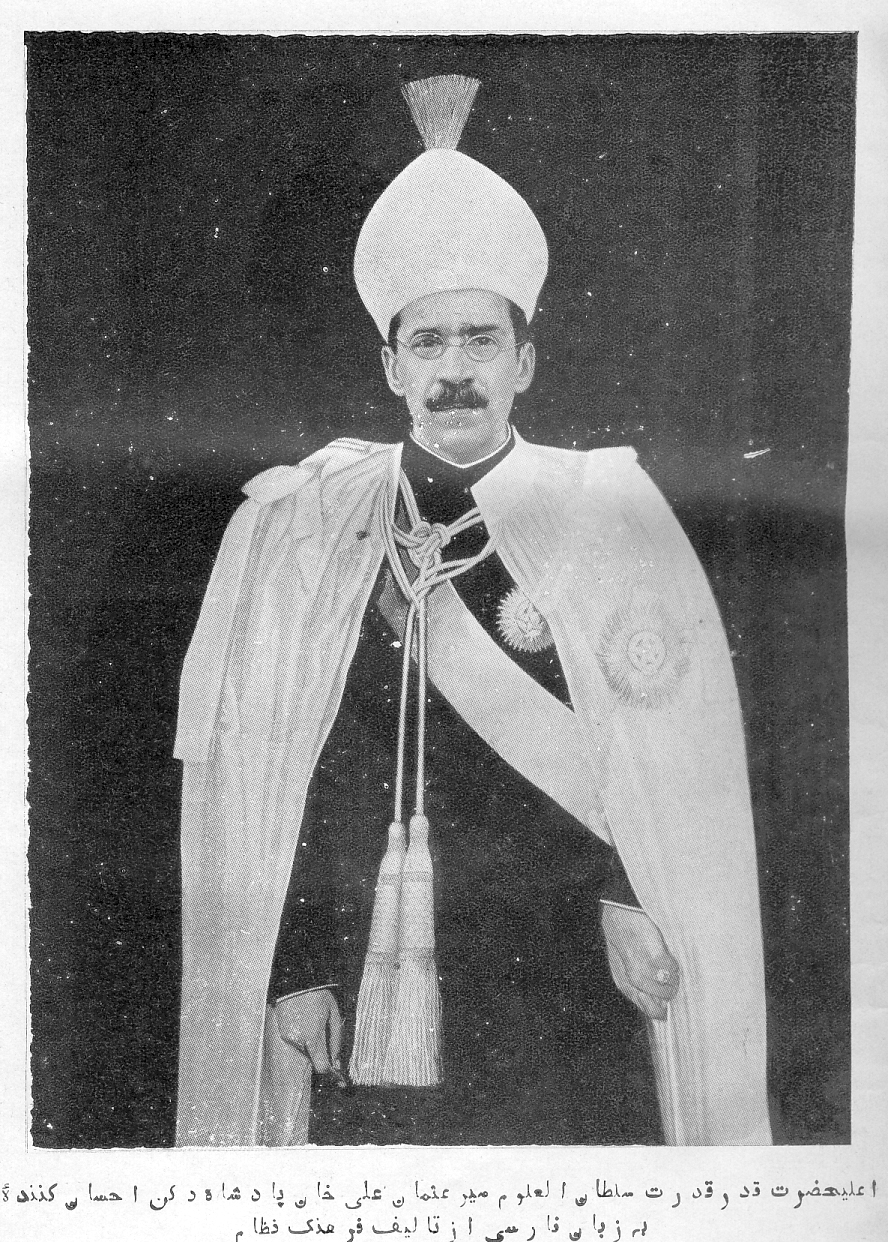
1948: Asaf Jah VII.

- 1948: Indische Truppen beginnen mit der Invasion des Fürstenstaats Hyderabad, der sich dem Beitritt zur Indischen Union widersetzt. In weniger als einer Woche werden die Truppen des Nizam Asaf Jah VII. besiegt.
- 1950: In der Bundesrepublik Deutschland wird die erste Volkszählung durchgeführt. Dabei wird eine Bevölkerungszahl von 47,3 Millionen Menschen ermittelt.
- 1955: In Moskau enden Verhandlungen zwischen der Bundesrepublik Deutschland und der Sowjetunion mit einer Vereinbarung über die Rückführung der letzten 9628 deutschen Kriegsgefangenen und der Wiederaufnahme diplomatischer Beziehungen. Erlass über die Auflösung von Sondersiedlungen bzw. Kommandanturen für Russlanddeutsche.
- 1968: Albanien verlässt den Warschauer Pakt.
- 1971: Beim Versuch, in die Sowjetunion zu fliehen, stürzt das vom hochrangigen chinesischen Politiker Lin Biao und seiner Begleitung benutzte Flugzeug in der Mongolei bei Öndörchaan ab. Lin werden Differenzen mit Mao Zedong und Verwicklung in einen gescheiterten Putsch nachgesagt.
- 1974: In Den Haag findet ein Überfall auf die französische Botschaft durch Mitglieder der Japanischen Roten Armee statt.
- 1979: Der erste bundesdeutsche Prozess gegen Neonazis endet mit der Verurteilung von sechs rechtsradikalen Straftätern zu Freiheitsstrafen zwischen vier und elf Jahren. Unter den Verurteilten ist der frühere Bundeswehr-Leutnant Michael Kühnen.

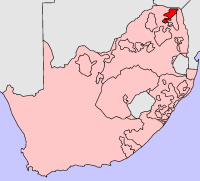
1979: Venda

- 1979: Die Republik Südafrika erklärt das Homeland Venda für unabhängig. Dessen Einwohner verlieren die südafrikanische Staatsbürgerschaft. Die Unabhängigkeit wird international nie anerkannt.
- 1987: Beim Goiânia-Unfall in der brasilianischen Stadt Goiânia entwenden Diebe ein ausgedientes Strahlentherapiegerät aus einer verlassenen Klinik. In der Folge sterben vier Personen an den Folgen der Bestrahlung, 28 Personen werden verletzt, Teile der Stadt werden kontaminiert.
- 1987: In Schleswig-Holstein finden Landtagswahlen statt, welche durch die Barschel-Affäre besondere Aufmerksamkeit erhalten. Die CDU verliert sechs ihrer 39 Mandate, wovon zwei der SPD und vier der wieder in den Landtag einziehenden FDP zufallen.
- 1988: Der Bundesrat der Schweiz lehnt den Beitritt zur Europäischen Gemeinschaft (EG) ab.
- 1990: Die Bundesrepublik und die UdSSR unterzeichnen einen Zusammenarbeits- und Nichtangriffsvertrag. Für den Abzug der Roten Armee aus der DDR bis 1994 erhält die UdSSR 13 Milliarden DM (6,6 Milliarden Euro).

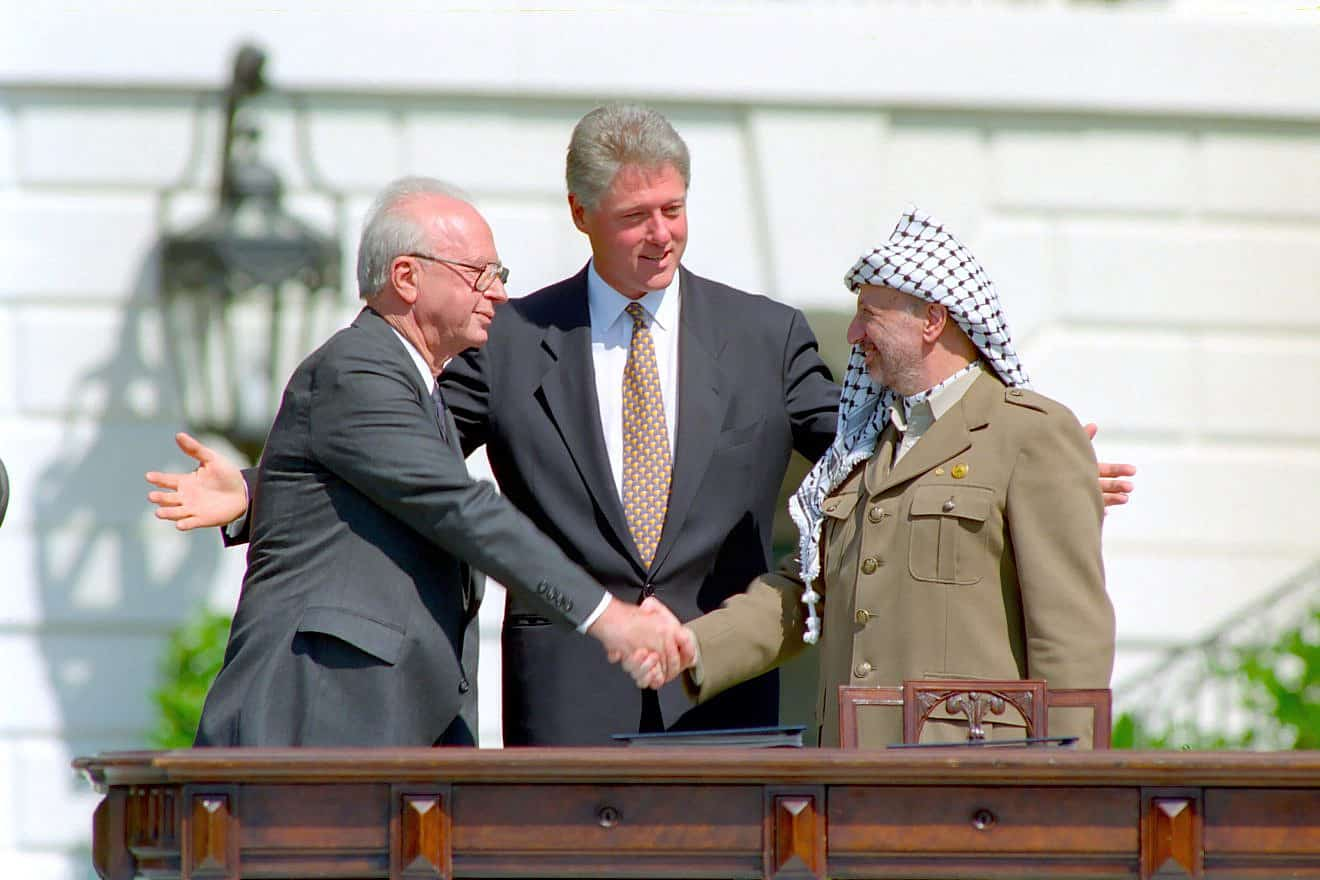
1993: Clinton, Rabin und Arafat

- 1993: Das Abkommen Oslo I wird von Jitzchak Rabin und Jassir Arafat in Washington unterzeichnet.
- 2009: In der katalanischen Stadt Arenys de Munt wird ein Referendum über die Unabhängigkeit Kataloniens abgehalten. 96 % Zustimmung bei einer Beteiligung von 41 % ermuntert weitere Gemeinden, im Dezember Unabhängigkeitsreferenden durchzuführen.

### Wirtschaft
- 1900: Der Schutzverband der Ärzte Deutschlands zur Wahrung ihrer Standesinteressen, seit 1924 Hartmannbund, wird gegründet.
- 1927: Das japanische Unterhaltungselektronik-Unternehmen JVC wird gegründet.
- 1932: Beim Berliner Tageblatt wird das Konkursverfahren eröffnet.
- 2006: Andrei Andrejewitsch Koslow, der oberste Bankenaufseher Russlands und Vizechef der Zentralbank, der 44 der etwa 1200 russischen Banken seit Jahresbeginn die Geschäftserlaubnis entzogen hat, wird mit seinem Fahrer vor dem Stadion des Fußballklubs Spartak Moskau von Berufskillern erschossen. In Wirtschaftskreisen wächst damit die Sorge, die Reform des Bankwesens und der Kampf gegen die Geldwäsche könnten ins Stocken geraten.

### Wissenschaft und Technik

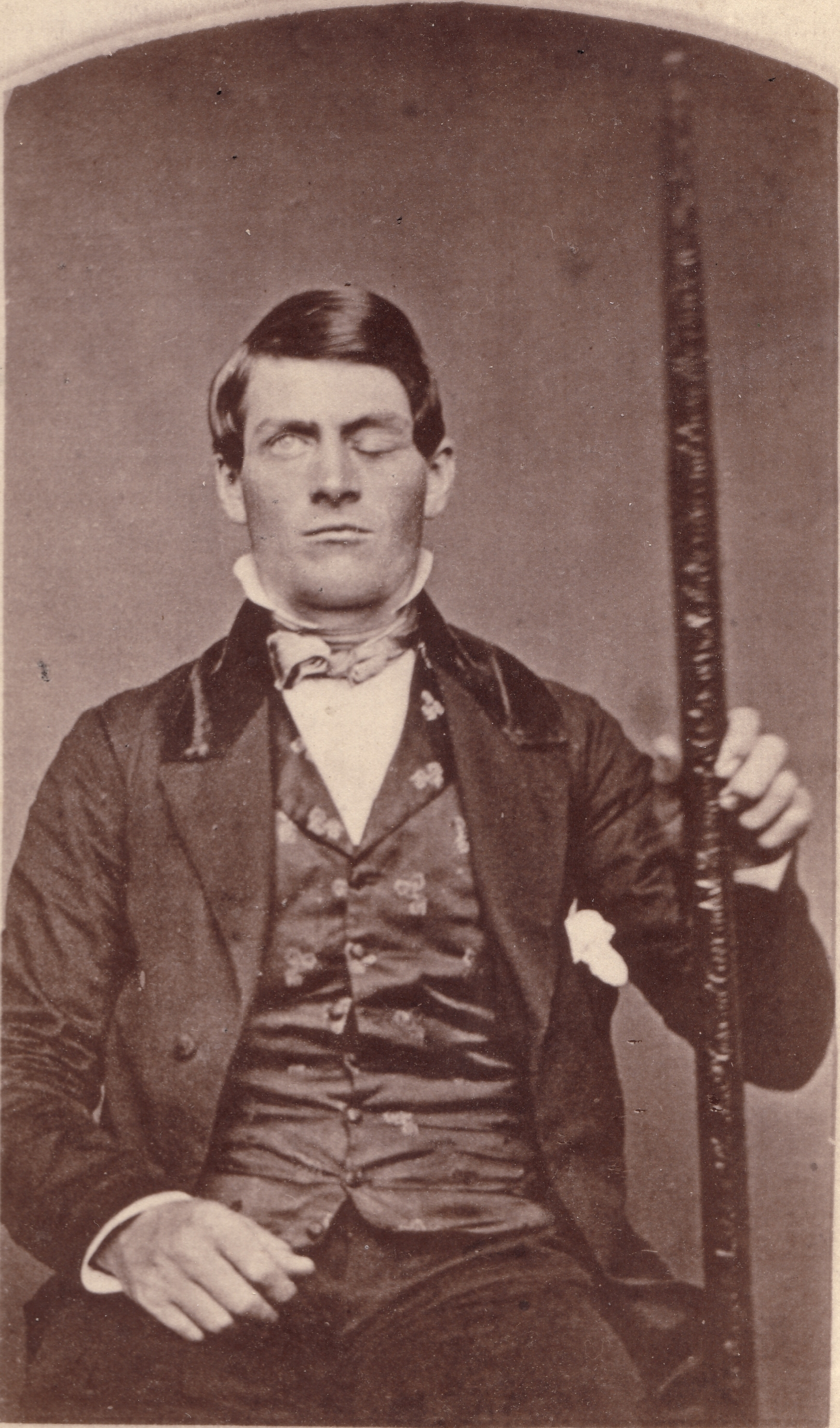
1848: Phineas Gage

- 1848: Der Eisenbahnarbeiter Phineas Gage überlebt einen Unfall bei einer Sprengung, die eine drei Zentimeter dicke Eisenstange durch seinen Kopf treibt. Gage liefert mit seinem Verhalten bis zum Tod im Jahr 1860 der Gehirnforschung neue Erkenntnisse.
- 1869: Die dreiköpfige Folsom-Expedition unter der Leitung von David E. Folsom betritt das Gebiet des heutigen Yellowstone-Nationalparks und folgt dem Verlauf des Yellowstone Rivers.
- 1922: In al-ʿAzīzīya in Libyen wird die Rekordtemperatur von +58 °C gemessen.
- 1959: Die sowjetische Raumsonde Luna 2 schlägt als erster künstlicher Flugkörper auf dem Mond auf.
- 1980: Kurt Semm führt in Kiel die weltweit erste Blinddarmoperation auf laparoskopischem Weg durch.

### Kultur

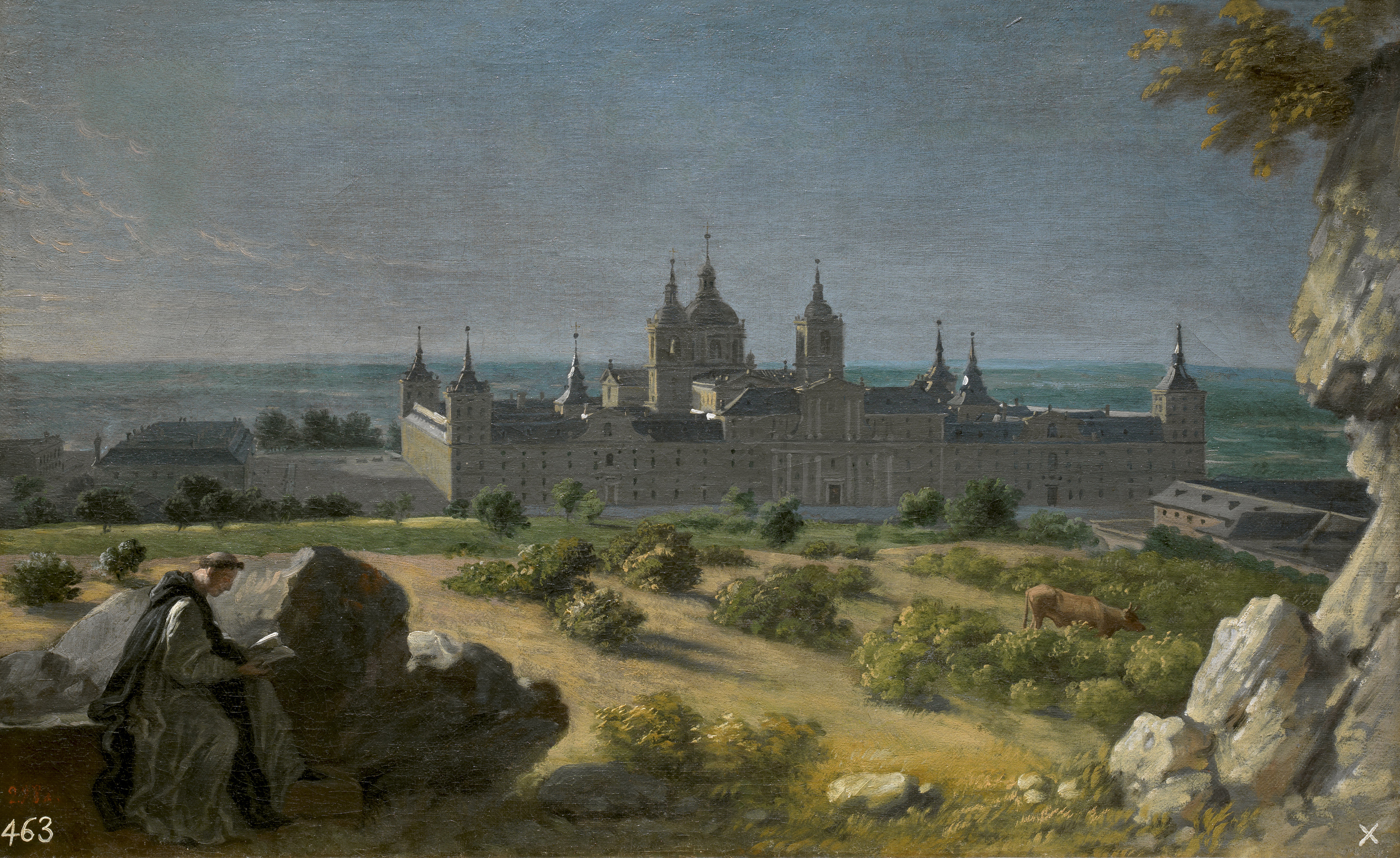
1584: Escorial

- 1584: Der größte Renaissancebau der Welt, der Real Sitio de San Lorenzo de El Escorial in Spanien, wird fertiggestellt.
- 1801: Die Schöpfungsmesse in B-Dur von Joseph Haydn wird in der Bergkirche Eisenstadt uraufgeführt.
- 1807: Ludwig van Beethovens Messe in C-Dur op. 86 wird in Eisenstadt uraufgeführt.

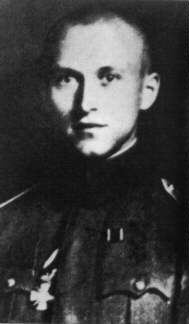
1920: Ernst Jünger

- 1920: Der Roman In Stahlgewittern von Ernst Jünger wird veröffentlicht, in dem er seine Erlebnisse im Ersten Weltkrieg verarbeitet.
- 1927: Im Wiener Theater an der Wien wird die Operette Die gold’ne Meisterin von Edmund Eysler uraufgeführt. Das Stück mit dem Libretto von Julius Brammer und Alfred Grünwald beschert dem Komponisten seinen größten Erfolg.
- 1951: Das Düsseldorfer Schauspielhaus wird unter der künstlerischen Leitung und Geschäftsführung von Gustaf Gründgens mit einer Inszenierung von Friedrich Schillers Die Räuber nach dem Zweiten Weltkrieg wiedereröffnet.
- 1971: Heinrich Böll wird Präsident des internationalen P.E.N.-Clubs.
- 1985: In Japan erscheint das Videospiel Super Mario Bros. der japanischen Firma Nintendo.
- 1991: Die erste Episode der US-Zeichentrickserie Die Simpsons wird in Deutschland ausgestrahlt.

### Gesellschaft
- 1911: Melli Beese absolviert an ihrem 25. Geburtstag mit einer Rumpler-Taube die vorgeschriebenen Runden und Figuren zum Erwerb einer Pilotenlizenz und erhält danach als erste Frau in Deutschland die „Flugzeugführerlizenz“.
- 1971: Die New York State Police und Aufseher beenden eine Gefangenenrevolte in der Attica Correctional Facility durch Einsatz von Tränengas und Schusswaffen. 32 Häftlinge und 11 Mitarbeiter sterben.

### Religion

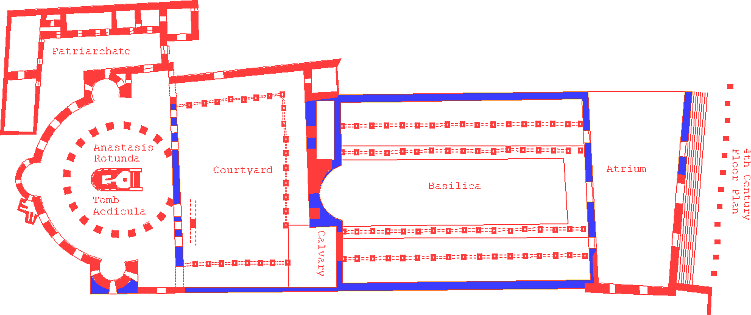
335: Grundriss der Grabeskirche im vierten Jahrhundert

- 0335: Die im Auftrag des römischen Kaisers Konstantin I. und dessen Mutter Helena erbaute Jerusalemer Grabeskirche wird eingeweiht.
- 0604: Sabinianus erhält die Zustimmung von Kaiser Phokas und wird offiziell Papst.
- 1276: Johannes XXI. wird vom Konklave zum Papst gewählt.
- 1376: Papst Gregor XI. verlässt den Papstpalast in Avignon. Er will künftig in Rom residieren, dem traditionellen Sitz des Kirchenoberhaupts.
- 1541: Der aus Genf ausgewiesene Reformator Johannes Calvin kehrt aus Straßburg wieder zurück.

### Katastrophen
- 1813: In München stürzt die Isarbrücke durch ein Hochwasser der Isar ein und reißt dabei über 100 Schaulustige mit in den Tod.
- 1858: Bei dem durch ein Feuer an Bord verursachten Untergang des deutschen Passagierdampfers Austria sterben 471 Passagiere und Besatzungsmitglieder.
- 1928: Der Okeechobee-Hurrikan verwüstet die Inseln der Karibik und die Ostküste der USA. Dabei kommen mindestens 4075 Menschen ums Leben.
- 1939: Der französische Minenkreuzer La Tour D'Auvergne sinkt nach der Explosion der an Bord lagernden Seeminen in Casablanca. 215 der 396 Mann starken Besatzung kommen ums Leben.
- 1941: Im Vestfjord wird das unbewaffnete norwegische Passagierschiff Barøy vom Torpedo eines britischen Fairey-Albacore-Torpedobombers versenkt. 112 Menschen, größtenteils norwegische Zivilisten, sterben.
- 1941: Der Hurtigruten-Passagierdampfer Richard With wird an der Küste der nordnorwegischen Finnmark von dem britischen U-Boot Tigris versenkt. 99 Passagiere und Besatzungsmitglieder sterben.
- 1999: Bei Sprengstoffanschlägen auf Moskauer Wohnhäuser werden 130 Menschen bei der Explosion einer Bombe in einem Hochhaus getötet.

Kleinere Unglücksfälle sind in den Unterartikeln von Katastrophe und in der Liste von Katastrophen aufgeführt.

### Sport

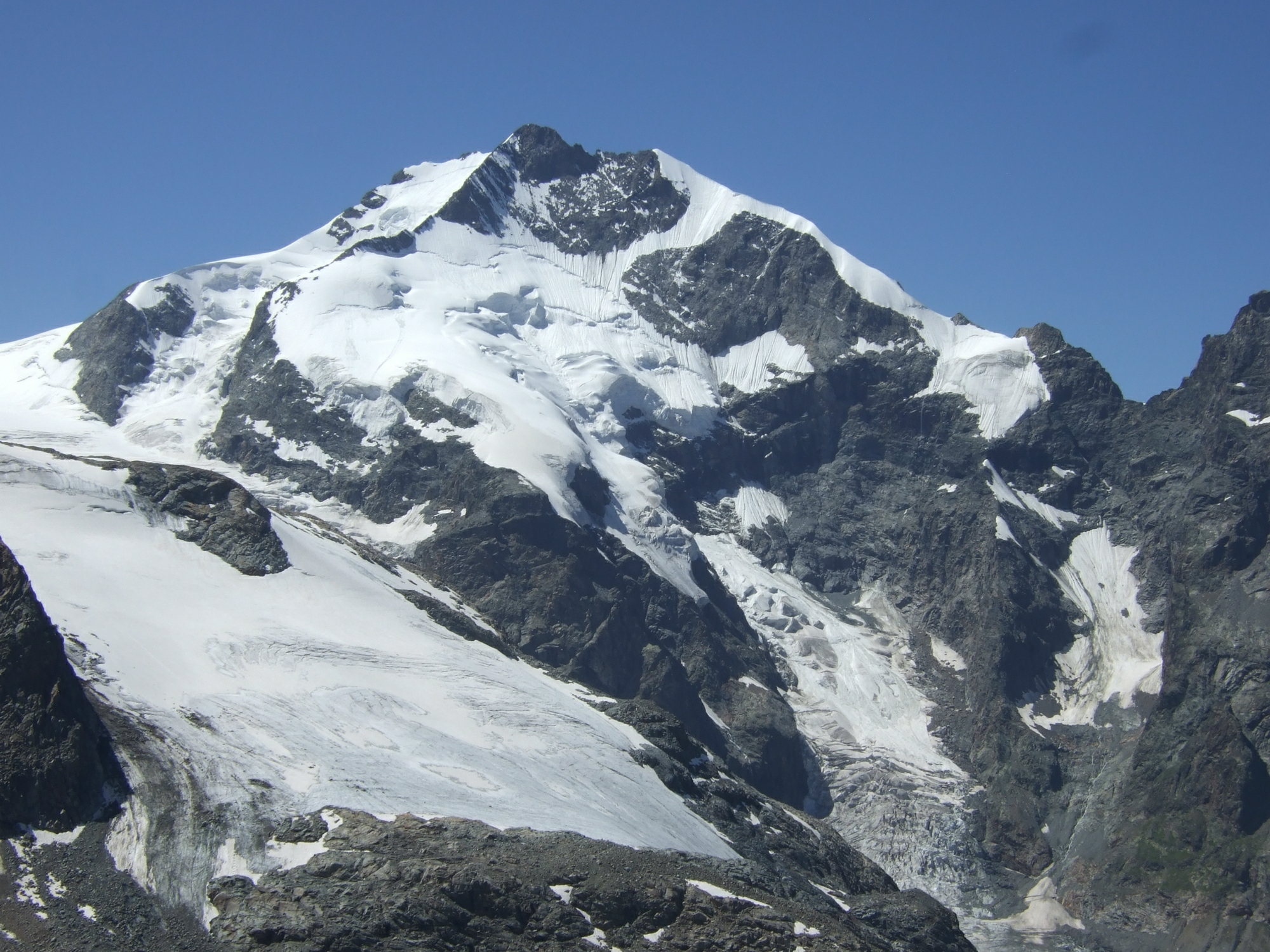
1850: Piz Bernina

- 1850: Der 4049 m hohe Piz Bernina wird von der aus Johann Wilhelm Coaz sowie Jon und Lorenz Ragut Tscharner bestehenden Bergsteigergruppe erstmals bestiegen.
- 1933: Durch die Fusion der Vereine FC Hertha Salzburg und Rapid Salzburg wird der SV Austria Salzburg, einer der später international erfolgreichsten österreichischen Fußballvereine, gegründet.
- 1970: Der erste New-York-City-Marathon wird durchgeführt.
- 2004: Amélie Mauresmo schafft als erste französische Tennisspielerin den Sprung an die Spitze der Weltrangliste der WTA.

Einträge von Leichtathletik-Weltrekorden befinden sich unter der jeweiligen Disziplin unter Leichtathletik.

## Geboren

### Vor dem 18. Jahrhundert
- 0678: K’inich Ahkal Mo’ Nahb III., Herrscher (Ajaw) der Maya-Stadt Palenque
- 1087: Johannes II., byzantinischer Kaiser
- 1361: Bartolomeo II. della Scala, Herr von Verona und Vicenza
- 1436: Benvenuto di Giovanni, italienischer Maler

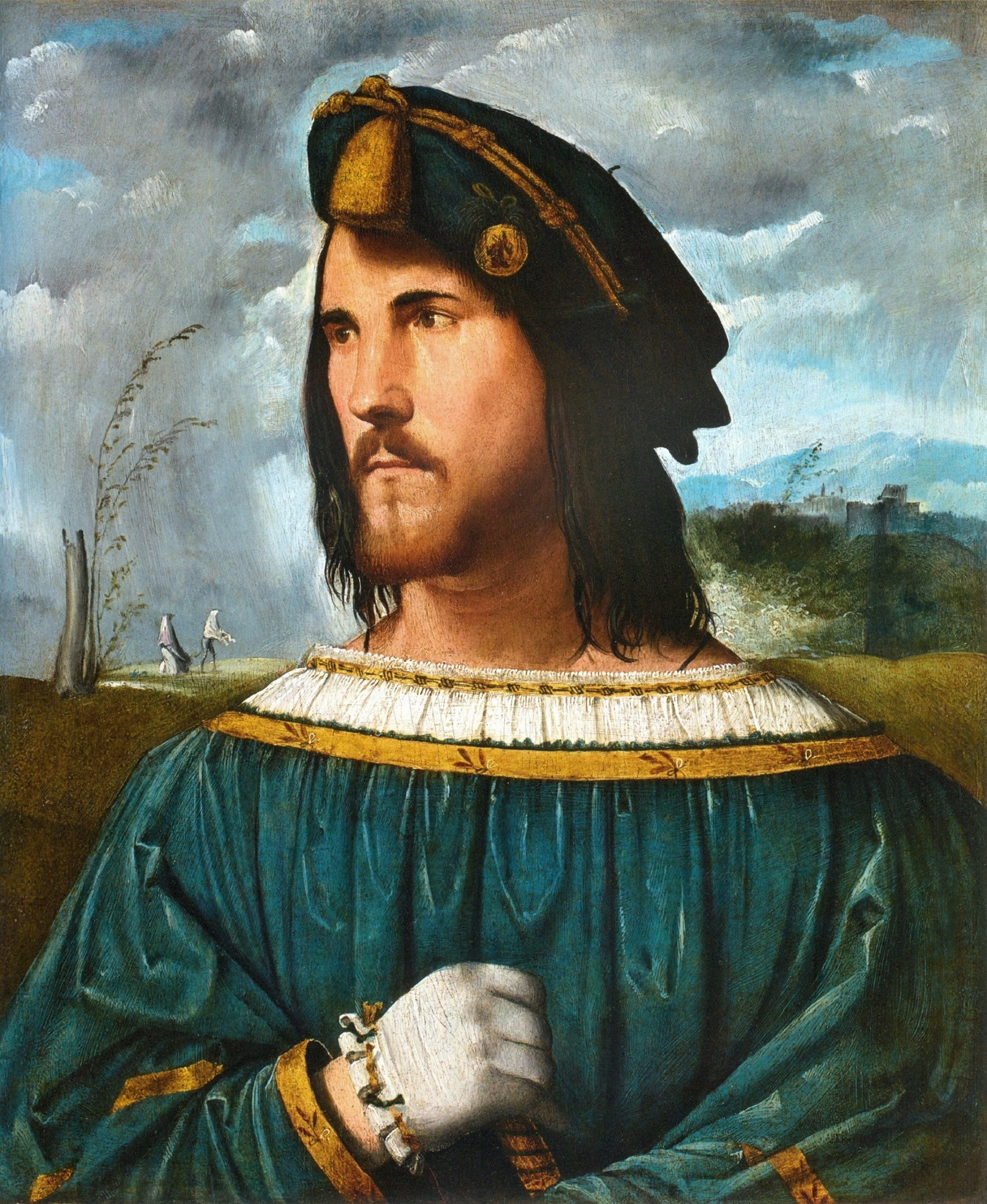
Cesare Borgia (* 1475)

- 1475: Cesare Borgia, italienischer Renaissanceherrscher
- 1496: Johanetta von Nassau-Saarbrücken, Äbtissin des Klosters Herbitzheim
- 1506: John Leland, englischer Geistlicher und Bibliothekar Heinrichs VIII.
- 1521: William Cecil, 1. Baron Burghley, englischer Politiker und Staatsmann
- 1564: Vincenzo Giustiniani der Jüngere, römischer Gemäldesammler
- 1572: Daniel Heider, deutscher Jurist und Rechtshistoriker
- 1576: Bruno III. von Mansfeld, Malteserritter, Kriegsmann, Oberjägermeister in habsburgischen Diensten
- 1590: Werner Teschenmacher, deutscher Annalist, Humanist und reformierter Theologe
- 1594: Daniel Beckher der Ältere, deutscher Mediziner
- 1596: Franz von Hatzfeld, Fürstbischof von Würzburg und Bamberg
- 1601: Jan Brueghel der Jüngere, niederländischer Maler

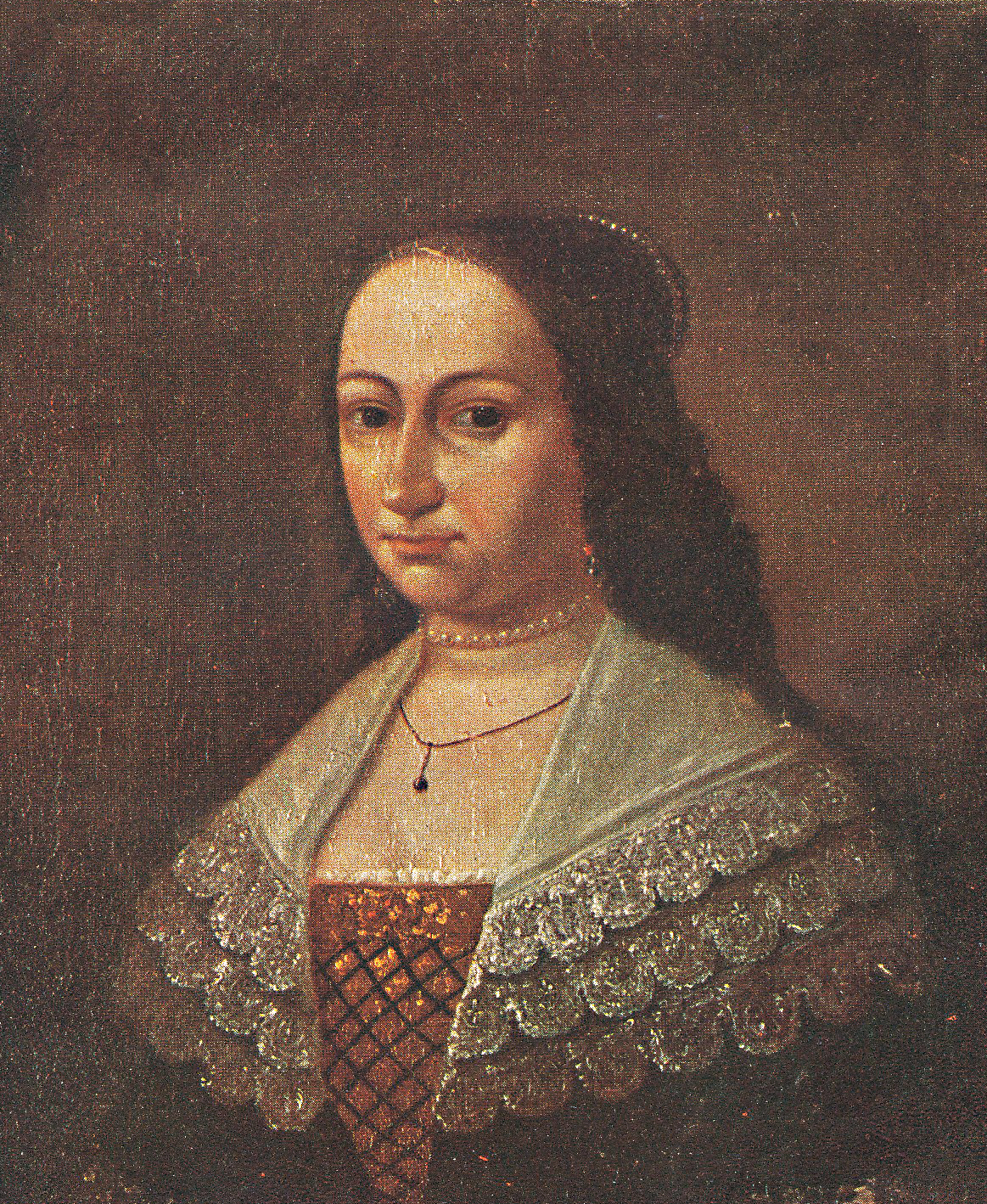
Luise Charlotte von Brandenburg (* 1617)

- 1617: Luise Charlotte von Brandenburg, Herzogin von Kurland
- 1630: Olof Rudbeck der Ältere, schwedischer Polyhistor
- 1633: Heinrich Hartard von Rollingen, Fürstbischof von Speyer und Fürstpropst von Weißenburg
- 1662: Adam II. Batthyány, ungarischer Feldherr, Ban von Kroatien
- 1669: Johann Christoph Jauch, deutscher Theologe und Barockdichter
- 1673: Anton Leodegar Keller, Luzerner Ratsmitglied, Vogt und Tagsatzungsgesandter
- 1676: Élisabeth Charlotte d’Orléans, Herzogin von Lothringen und Fürstin von Commercy
- 1682: Theodor Christlieb Reinhold, deutscher Komponist
- 1682: Thomas von Westen, norwegischer Missionar
- 1683: Maria Anna Victoria, Prinzessin von Sachsen-Hildburghausen
- 1685: Johann Christoph Zeumer, Hofrat im Dienste des Kurfürsten von Sachsen
- 1692: Friedrich Andreas Hallbauer, deutscher lutherischer Theologe
- 1693: Joseph Emanuel Fischer von Erlach, österreichischer Architekt (Taufdatum)
- 1694: Yeongjo, 21. König der Joseon-Dynastie in Korea
- 1696: Johann Caspar Bagnato, Baumeister und Baudirektor der Deutschordensballei Schwaben-Elsass-Burgund

### 18. Jahrhundert

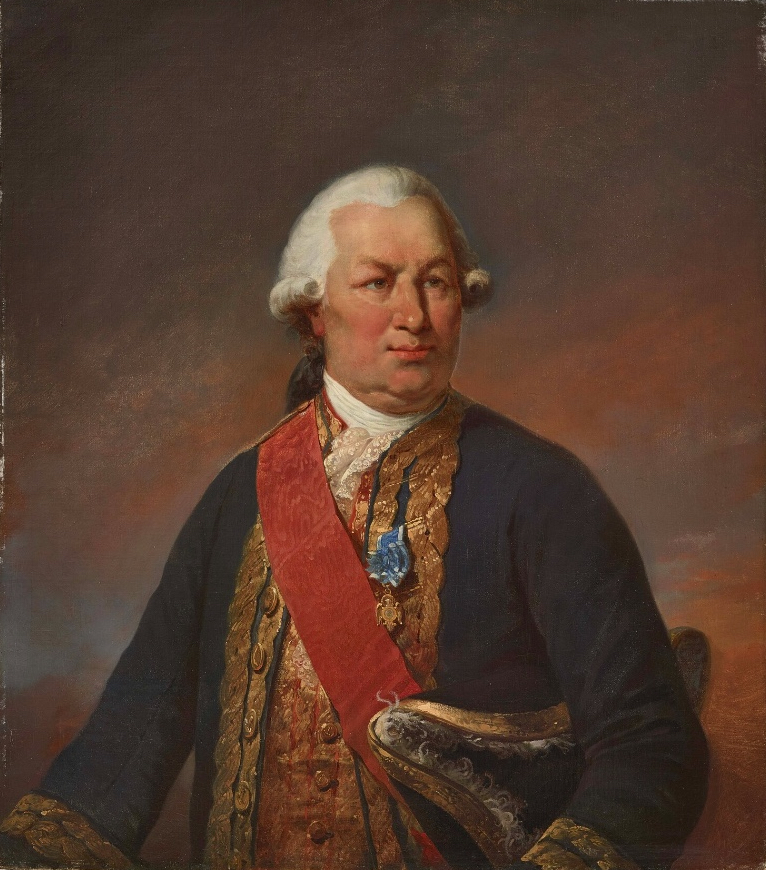
François Joseph Paul de Grasse (* 1722)

- 1722: François Joseph Paul de Grasse, französischer Admiral, Ritter des Malteserordens und Kommandeur des Ordens vom heiligen Ludwig
- 1735: Rémi Willemet, französischer Botaniker
- 1740: Marc-Antoine Berdolet, französischer katholischer Priester und Bischof von Aachen
- 1740: Franz Xaver Schnizer, deutscher Komponist und Organist
- 1748: Karl Ambros Glutz-Ruchti, Schweizer katholischer Geistlicher
- 1750: Giuseppe Albani, Kardinal der römisch-katholischen Kirche
- 1750: Friedrich Ludwig von Sckell, deutscher Gartengestalter
- 1752: Benedikte Naubert, deutsche Schriftstellerin
- 1754: Heinrich Ernst Güte, evangelischer Theologe, Pfarrer und Professor für Theologie

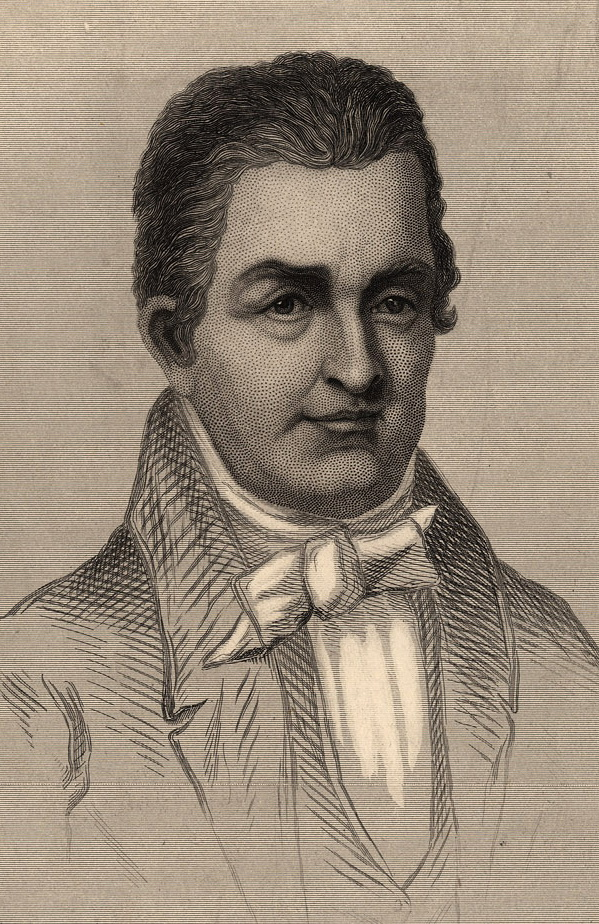
Oliver Evans (* 1755)

- 1755: Oliver Evans, US-amerikanischer Erfinder
- 1758: Friedrich August Unger, deutscher evangelischer Geistlicher
- 1761: Franz Jakob Freystädtler, österreichischer Komponist und Klavierpädagoge
- 1762: Merlin de Thionville, französischer Revolutionär
- 1763: Carl Theodor Severin, deutscher Architekt
- 1770: Giuseppe Alberghini, Kardinal der römisch-katholischen Kirche
- 1775: Laura Secord, kanadische Nationalheldin des Kriegs von 1812
- 1795: Wilhelm Heinrich Murschel, württembergischer Politiker

### 19. Jahrhundert

#### 1801–1850

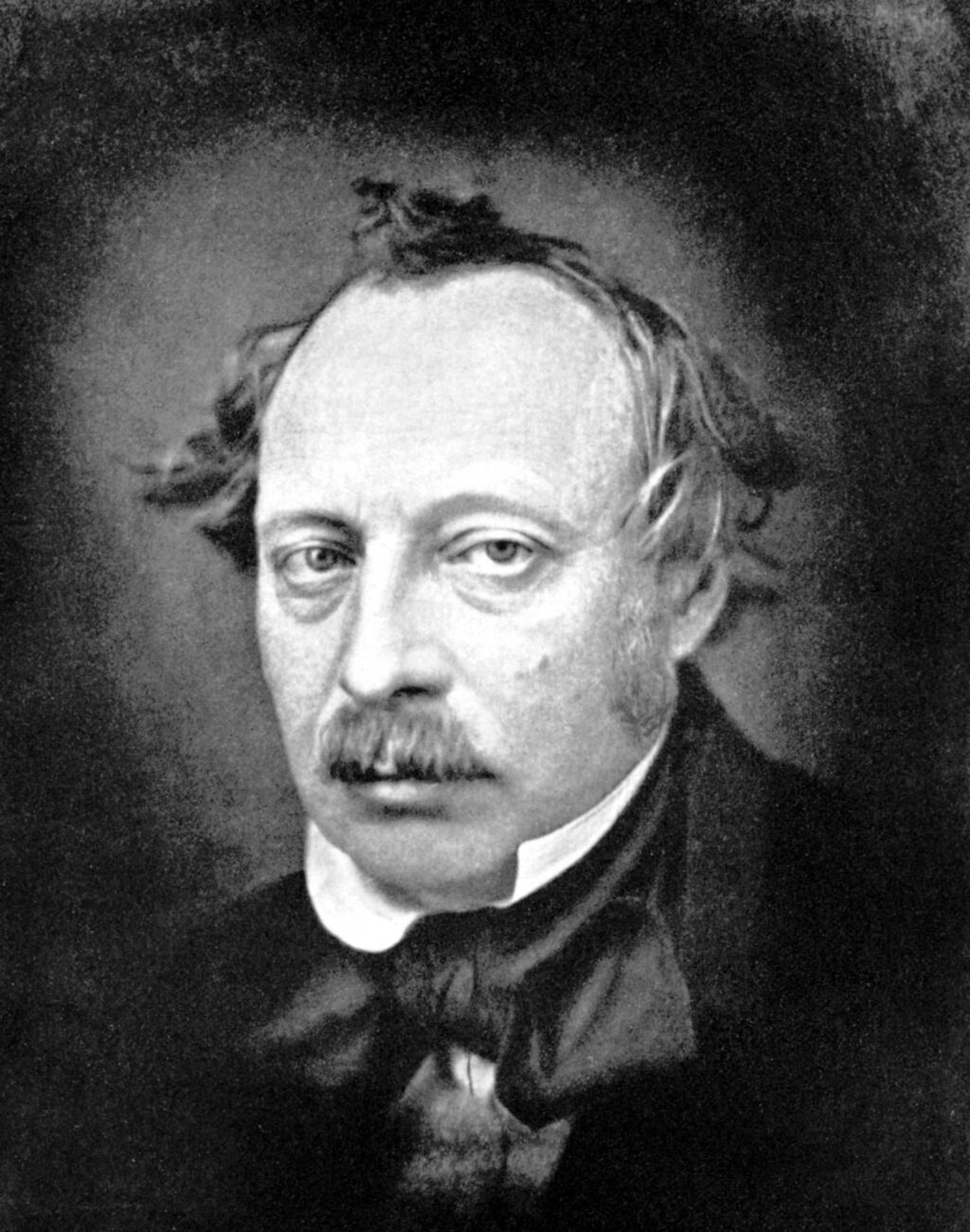
Arnold Ruge (* 1802)

- 1802: Arnold Ruge, deutscher Schriftsteller
- 1803: Grandville, französischer Zeichner, Buchillustrator und Karikaturist
- 1806: Carl Agthe, deutscher Theologe und Pädagoge
- 1807: Nathaniel E. Atwood, US-amerikanischer Politiker
- 1808: Heinrich Wilhelm Storck, deutscher Karikaturist des Vormärz
- 1811: Friedrich Bausback, deutscher Schriftsteller und Theologe
- 1811: Emanuel Félix de Wimpffen, französischer General
- 1813: József Eötvös, ungarischer Schriftsteller und Staatsmann, Minister
- 1813: Valérie de Gasparin, Schweizer Schriftstellerin
- 1813: Auguste Maquet, französischer Schriftsteller
- 1813: John Sedgwick, US-amerikanischer General
- 1814: Nicolaas Beets, niederländischer Theologe, Dichter und Schriftsteller
- 1814: August Wild, deutscher Edelsteingraveur
- 1816: Heinrich Eduard von Pape, deutscher Jurist
- 1817: Bernhard Peters, deutscher Maler, Zeichner und Zeichenlehrer
- 1818: Gustave Aimard, französischer Schriftsteller

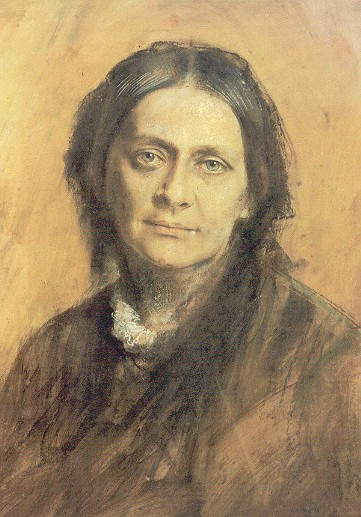
Clara Schumann (* 1819)

- 1819: Clara Schumann, deutsche Komponistin und Pianistin
- 1821: Carl Nipperdey, deutscher klassischer Philologe
- 1822: Félix-Joseph Barrias, französischer Maler
- 1826: Rudolf Henneberg, deutscher Maler
- 1827: Catherine Winkworth, englische Übersetzerin von Kirchenliedern
- 1828: Carl Andreas Ancker, Stifter des Anckerschen Legates
- 1830: Marie von Ebner-Eschenbach, österreichische Autorin
- 1833: Jacob Friedrich Behrend, deutscher Jurist
- 1838: Otto Benndorf, deutscher Archäologe
- 1838: Marius Nygaard, norwegischer Philologe
- 1839: Friedrich Wilhelm Ruhfus, deutscher Buchdrucker, Unternehmer und Verleger
- 1840: Alvah Augustus Clark, US-amerikanischer Politiker, Mitglied des Repräsentantenhauses
- 1842: Jan Puzyna de Kosielsko, polnischer Geistlicher, Bischof von Krakau, Kardinal
- 1842: Ödön Mihalovich, ungarischer Komponist
- 1843ː Marian Hooper Adams, US-amerikanische High Society-Lady der Washingtoner Gesellschaft und Hobbyfotografin
- 1844: Anna Lea Merritt, US-amerikanische Malerin
- 1846: Richard Kiepert, deutscher Geograph und Kartograph
- 1849: Adolf Heer, deutscher Bildhauer
- 1850: Otto Kreß von Kressenstein, bayerischer General und Politiker, Minister

#### 1851–1900
- 1851: Meier Appel, deutscher Rabbiner
- 1851: Walter Reed, US-amerikanischer Bakteriologe
- 1852: Hugo Ranzenberg, österreichischer Schauspieler und Regisseur
- 1853: Hans Christian Gram, dänischer Bakteriologe
- 1856: Sergei Nikolajewitsch Winogradski, russischer Mikrobiologe und Pflanzenphysiologe

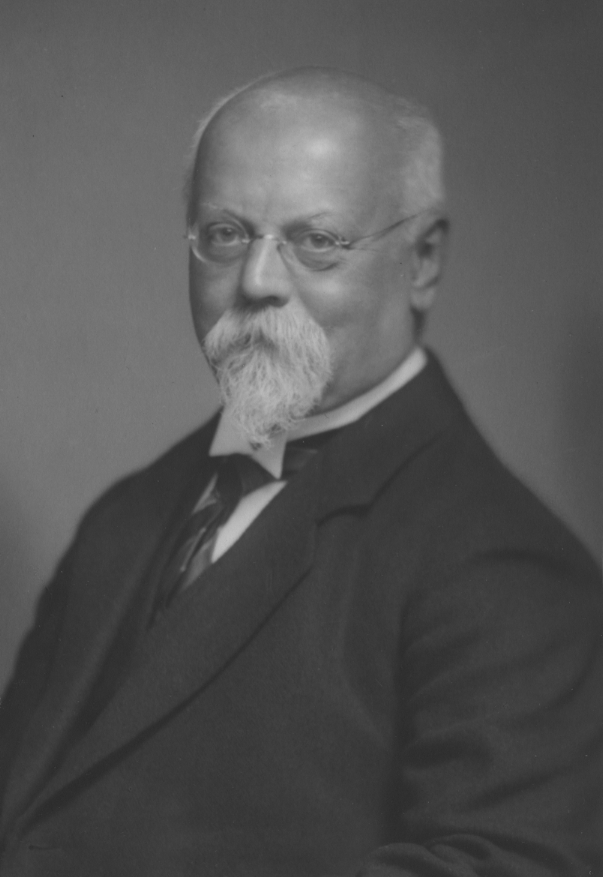
Carl Schilling (* 1857)

- 1857: Carl Schilling, deutscher Pädagoge, Mathematiker und Nautiker
- 1858: Catharinus Elling, norwegischer Komponist, Volksmusiksammler, Musikkritiker und -pädagoge
- 1858: Carl von Noorden, deutscher Internist
- 1860: John J. Pershing, US-amerikanischer General
- 1861: Eugen Blasius, deutscher Physiker
- 1861: Franz Heinrich Költzsch, deutscher Geistlicher und Politiker, Mitglied der Weimarer Nationalversammlung
- 1861: Frederick Judd Waugh, US-amerikanischer Maler, Illustrator und Autor
- 1863: Arthur Henderson, britischer Politiker, Minister, Nobelpreisträger
- 1863: Franz von Hipper, deutscher Admiral, Chef der Hochseeflotte im Ersten Weltkrieg
- 1865: Hans Christoffel, Schweizer Söldner und niederländischer Offizier
- 1866: Friedrich Fülleborn, deutscher Tropenmediziner und Naturwissenschaftler
- 1866: Adolf Meyer, US-amerikanischer Arzt und Psychiater
- 1868: Otokar Březina, tschechischer Dichter

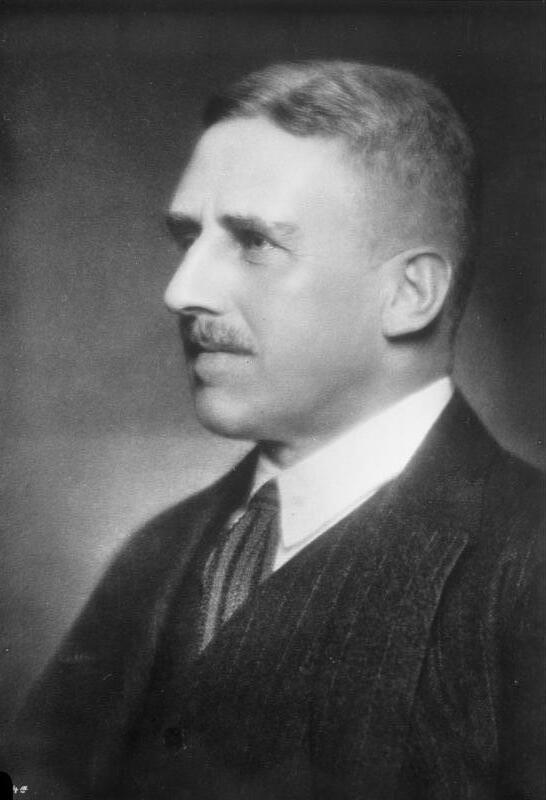
Ernst Borsig (* 1869)

- 1869: Ernst Borsig, deutscher Unternehmer
- 1869: Paul Daimler, deutscher Konstrukteur
- 1871: Karl Zeiss, deutscher Dramaturg und Intendant
- 1873: Constantin Carathéodory, griechisch-deutscher Mathematiker
- 1873: George Washington Lambert, australischer Künstler
- 1874: Henry F. Ashurst, US-amerikanischer Politiker, Senator
- 1874: Arnold Schönberg, österreichischer Komponist
- 1876: Sherwood Anderson, US-amerikanischer Erzähler
- 1877: Wilhelm Filchner, deutscher Geophysiker, Forschungsreisender und Reiseschriftsteller
- 1877: Elisabeth Kuyper, niederländisch-deutsche Komponistin und Dirigentin
- 1877: Werner Rabe von Pappenheim, deutscher Offizier und Diplomat
- 1879: Harry Burton, britischer Fotograf
- 1880: Jesse L. Lasky, US-amerikanischer Filmproduzent

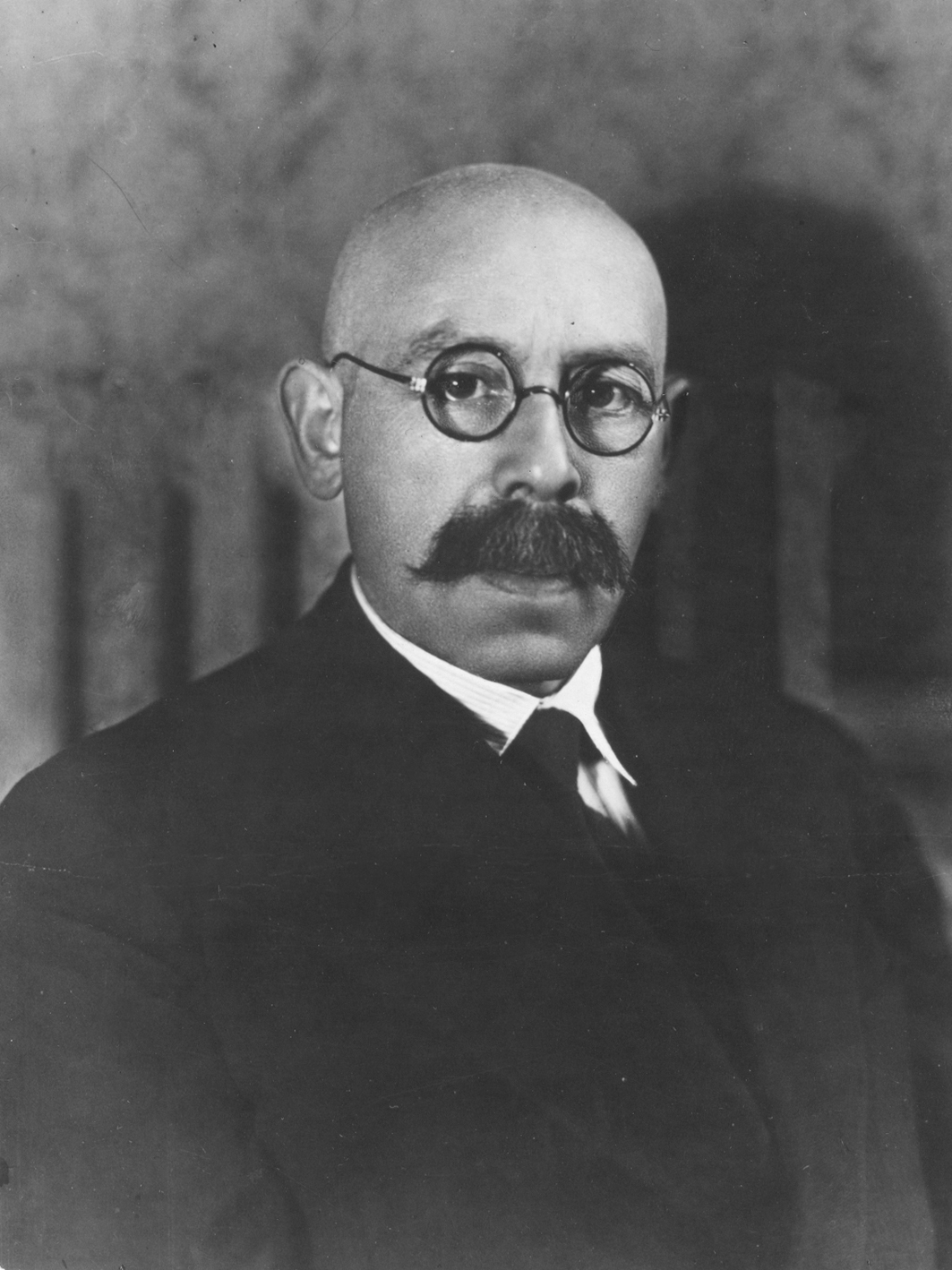
Rudolf Samoilowitsch (* 1881)

- 1881: Rudolf Lasarewitsch Samoilowitsch, russisch-sowjetischer Polarforscher und Geologe
- 1882: Herbert Berliner, kanadischer Musikproduzent und Erfinder
- 1883: Hugo Bieber, deutscher Journalist und Literaturhistoriker
- 1883: August Zaleski, polnischer Diplomat
- 1885: Wilhelm Blaschke, österreichischer Mathematiker und Autor
- 1886: Melli Beese, deutsche Pilotin, erste Frau, die in Deutschland die Pilotenprüfung ablegte
- 1886: Robert Robinson, britischer Chemiker, Nobelpreisträger
- 1887ː Charlotte Joël, deutsche Fotografin
- 1887: Theodore Roosevelt junior, US-amerikanischer Geschäftsmann, Abenteurer, Politiker und Offizier, Gouverneur von Puerto Rico und der Philippinen
- 1887: Leopold Ružička, Schweizer Chemiker, Nobelpreisträger
- 1888: Fritz Becker, deutscher Fußballspieler
- 1889: Kelly Harrell, US-amerikanischer Old-Time-Musiker
- 1890: Werner Schulze, deutscher Agrarwissenschaftler

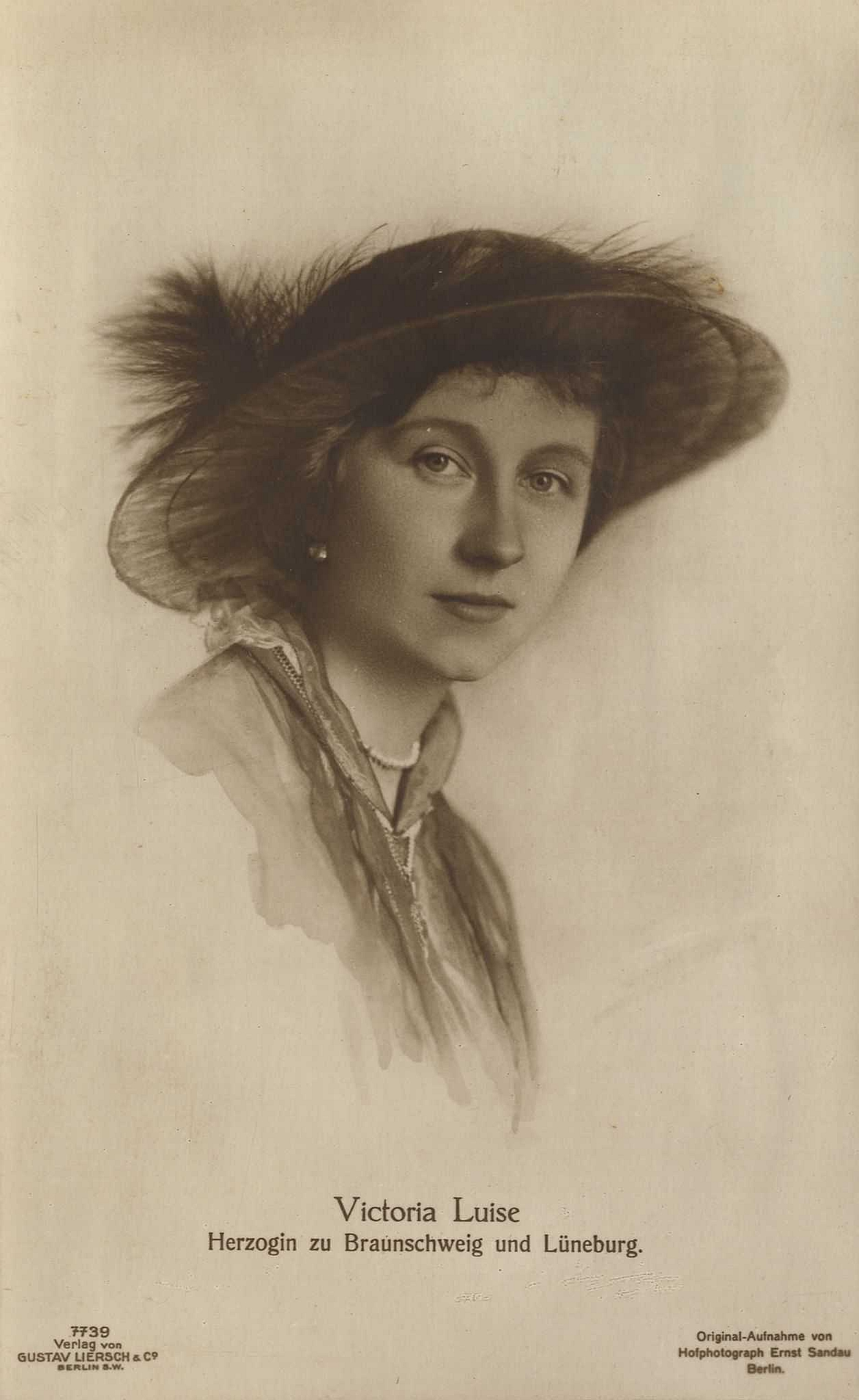
Viktoria Luise von Preußen (* 1892)

- 1892: Viktoria Luise von Preußen, Herzogin von Braunschweig-Lüneburg
- 1894: John Boynton Priestley, britischer Schriftsteller
- 1894: Julian Tuwim, polnischer Lyriker
- 1895: Morris Kirksey, US-amerikanischer Leichtathlet, Olympiasieger
- 1895: Lucía Sánchez Saornil, spanische Schriftstellerin, Feministin und Anarchistin
- 1896: Jake Lanum, US-amerikanischer American-Football-Spieler
- 1896: Tadeusz Szeligowski, polnischer Komponist und Musikpädagoge
- 1897: Erich Friedrich Schmidt, US-amerikanischer Archäologe
- 1897: Honorio Siccardi, argentinischer Komponist
- 1898: Roger Désormière, französischer Dirigent und Komponist
- 1898: Bernard Etté, deutscher Kapellmeister und Violinist
- 1898: Werner Günther, Schweizer Germanist und Hochschullehrer
- 1899: Anton Levien Constandse, niederländischer Autor, Redakteur, Zeitschriften-Herausgeber, Freidenker und Anarchist
- 1899: Bolko von Richthofen, deutscher Prähistoriker
- 1900: Harald Viggo Hansteen, norwegischer Jurist, Gewerkschafter und Politiker, Opfer des Nationalsozialismus
- 1900: Paul Meyle, deutscher Kaufmann und Politiker, Oberbürgermeister von Heilbronn, MdL

### 20. Jahrhundert

#### 1901–1925
- 1901: Walter Menzel, deutscher Politiker
- 1901: Friedel Nowack, deutsche Schauspielerin
- 1902: Ernst Forsthoff, deutscher Staatsrechtler
- 1902: Robert Jecker, deutscher Motorradrennfahrer
- 1902: Friedrich Stumpfl, österreichischer Psychiater und Eugeniker
- 1903: Claudette Colbert, französisch-US-amerikanische Schauspielerin
- 1903: Rudolf Graber, deutscher Theologe, Bischof von Regensburg
- 1904: Luigi Bertolini, italienischer Fußballspieler und -trainer
- 1904: Richard Scheringer, deutscher Antifaschist
- 1904: Robert Stupperich, deutscher Theologe
- 1905: Leni Junker, deutsche Sprinterin
- 1905: Bruno Müller, deutscher Jurist und Oberregierungsrat, Leiter eines Sonderkommandos der SS
- 1906: Axel Cadier, schwedischer Ringer
- 1907: Benjamin Appel, US-amerikanischer Schriftsteller
- 1908ː Mira Bernstein, litauische Lehrerin und Holocaust-Opfer

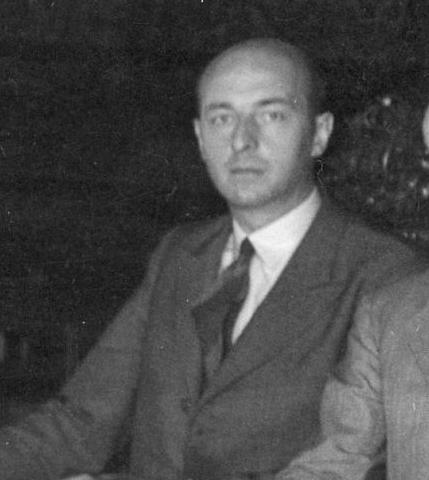
Sicco Mansholt (* 1908)

- 1908: Sicco Mansholt, niederländischer Landwirt und Politiker
- 1908: Madeleine Ozeray, belgisch-französische Schauspielerin
- 1909ː Annette Eick, deutsche lesbische Schriftstellerin und Dichterin
- 1909: Albert Matterstock, deutscher Schauspieler
- 1910: Rolf Gutbrod, deutscher Architekt und Hochschullehrer
- 1910: Paul Jordan deutscher Generalmajor des Heeres
- 1911: Roger Arnaldez, französischer Islamwissenschaftler
- 1911: Bill Monroe, US-amerikanischer Musiker und Songschreiber
- 1912: Horace Welcome Babcock, US-amerikanischer Astronom
- 1912: Reta Shaw, US-amerikanische Schauspielerin
- 1912: David Urquhart, Baron Tayside, schottischer Unternehmer
- 1913: John Gordon Bennett, US-amerikanischer Autorennfahrer
- 1913: Margit Symo, österreichische Schauspielerin und Tänzerin
- 1914: Paolo Mosconi, italienischer Erzbischof

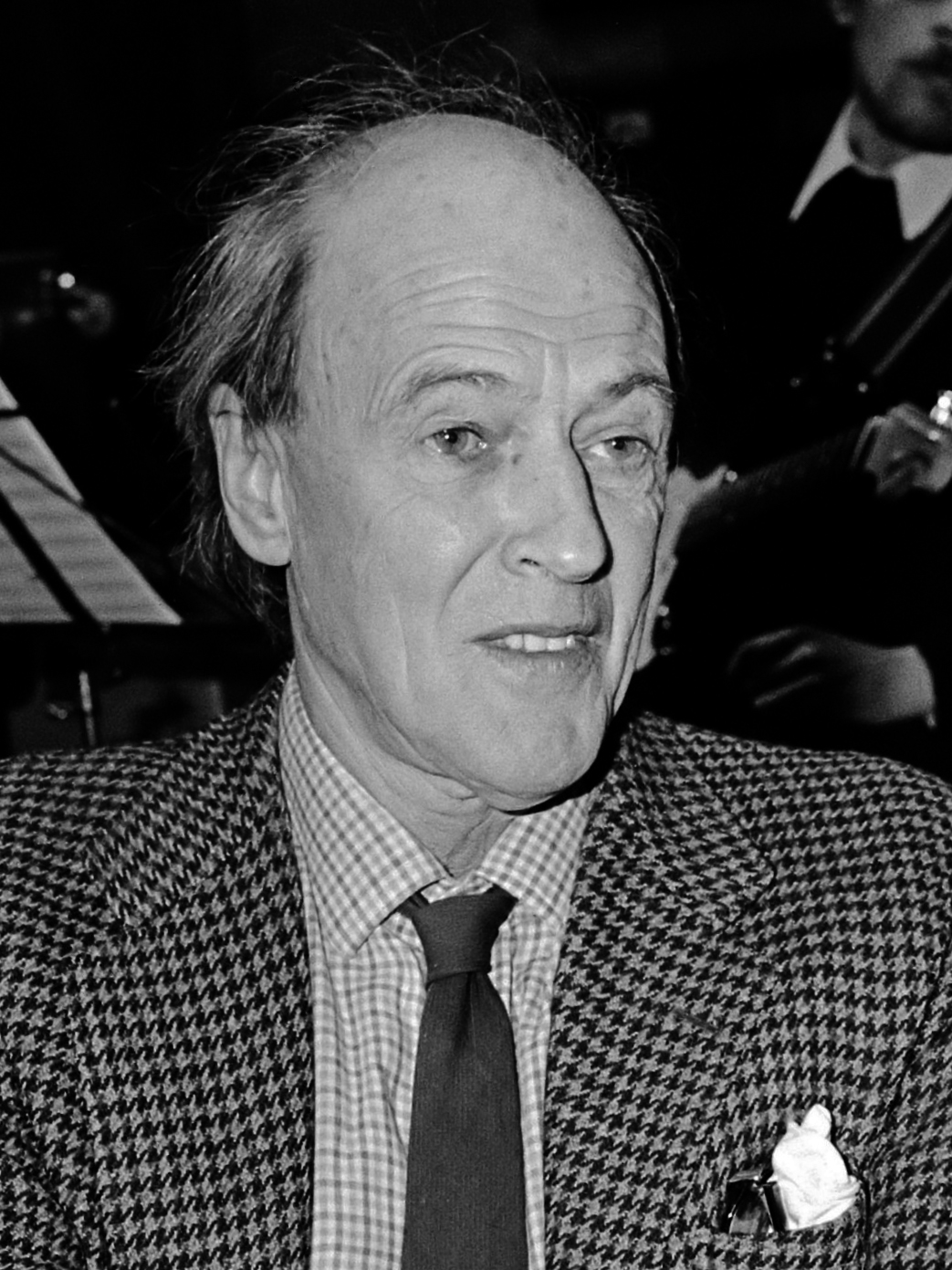
Roald Dahl (* 1916)

- 1916: Roald Dahl, walisischer Schriftsteller
- 1916: Dick Haymes, US-amerikanischer Sänger
- 1917: Joseph Armone, US-amerikanischer Mobster
- 1917: Robert Ward, US-amerikanischer Komponist
- 1918: Rosemary Kennedy, Angehörige des Kennedy-Clans
- 1919: Olle Anderberg, schwedischer Ringer
- 1919: George Weidenfeld, britischer Verleger und Diplomat
- 1921: Cyrille Adoula, Premierminister der Demokratischen Republik Kongo
- 1921: Gunnar Eriksson, schwedischer Skilangläufer
- 1922: Charles Brown, US-amerikanischer Musiker
- 1922: Alfons Kolling, Landeskonservator des Saarlandes
- 1923: Édouard Boubat, französischer Fotograf
- 1923: Soja Anatoljewna Kosmodemjanskaja, sowjetische Partisanin
- 1924: Maurice Jarre, französischer Komponist
- 1925: Gabriel Charpentier, kanadischer Komponist und Lyriker
- 1925: Gerd Ludwig Lemmer, deutscher Jurist und Politiker, MdL, MdEP

#### 1926–1950
- 1926: Peter Schütt, deutscher Forstwissenschaftler
- 1928: Diane Foster, kanadische Leichtathletin
- 1928: Robert Indiana, US-amerikanischer Maler der Pop-Art
- 1928: Johannes Poethen, deutscher Schriftsteller
- 1929: Nikolaj Gjaurow, bulgarisch-österreichischer Opernsänger
- 1929: Anneliese Seonbuchner, deutsche Leichtathletin
- 1930: Akito Arima, japanischer theoretischer Kernphysiker
- 1930: Jana Obrovská, tschechoslowakische Komponistin und Musikredakteurin
- 1930: Robert Stromberger, deutscher Drehbuchautor
- 1931: Lucio Amelio, italienischer Kunsthändler und Galerist

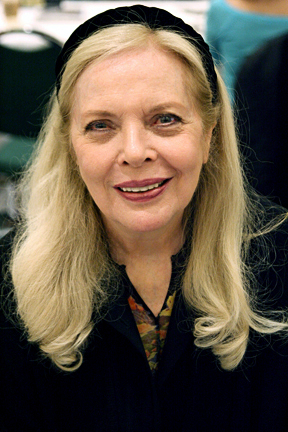
Barbara Bain (* 1931)

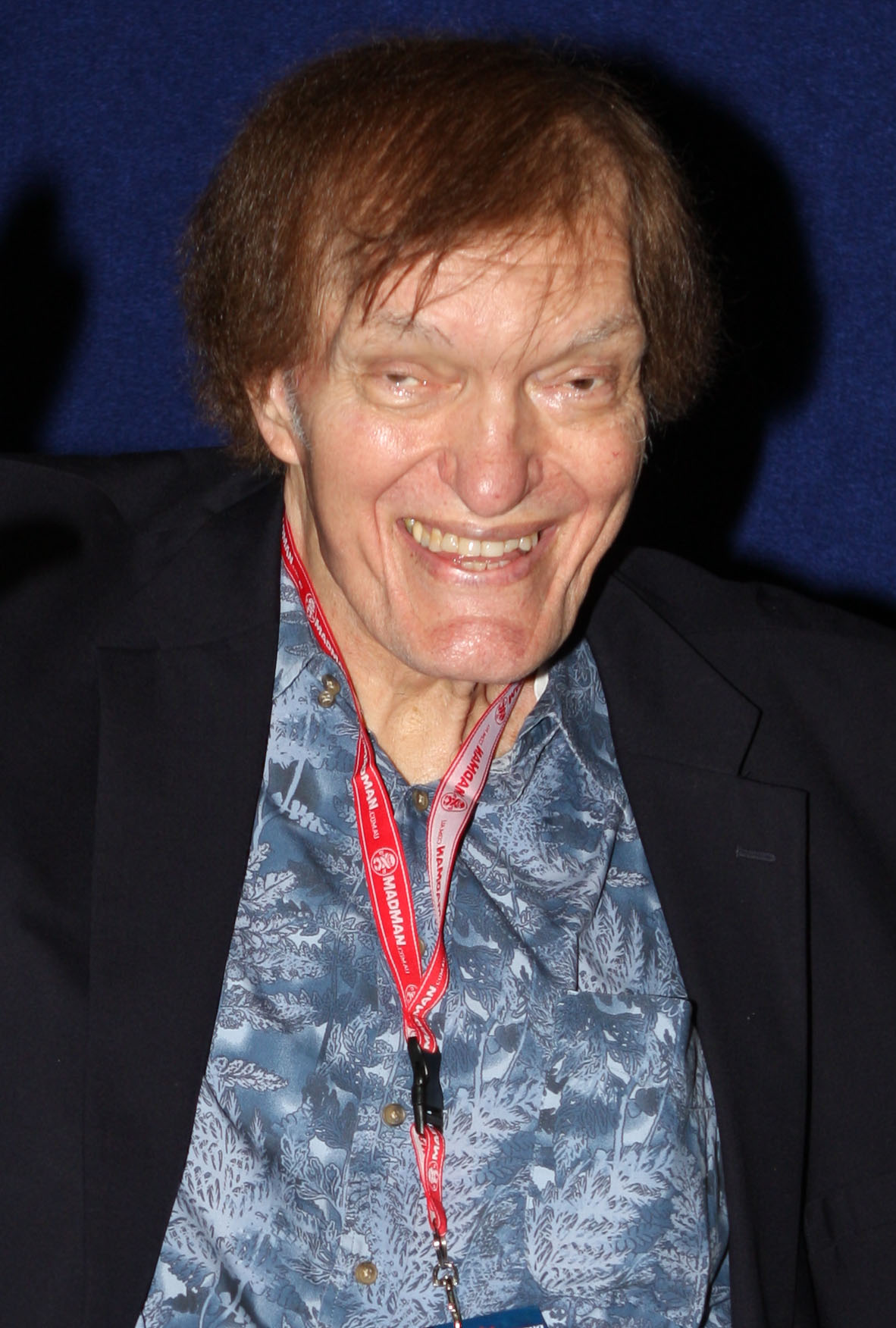
Richard Kiel (* 1939)

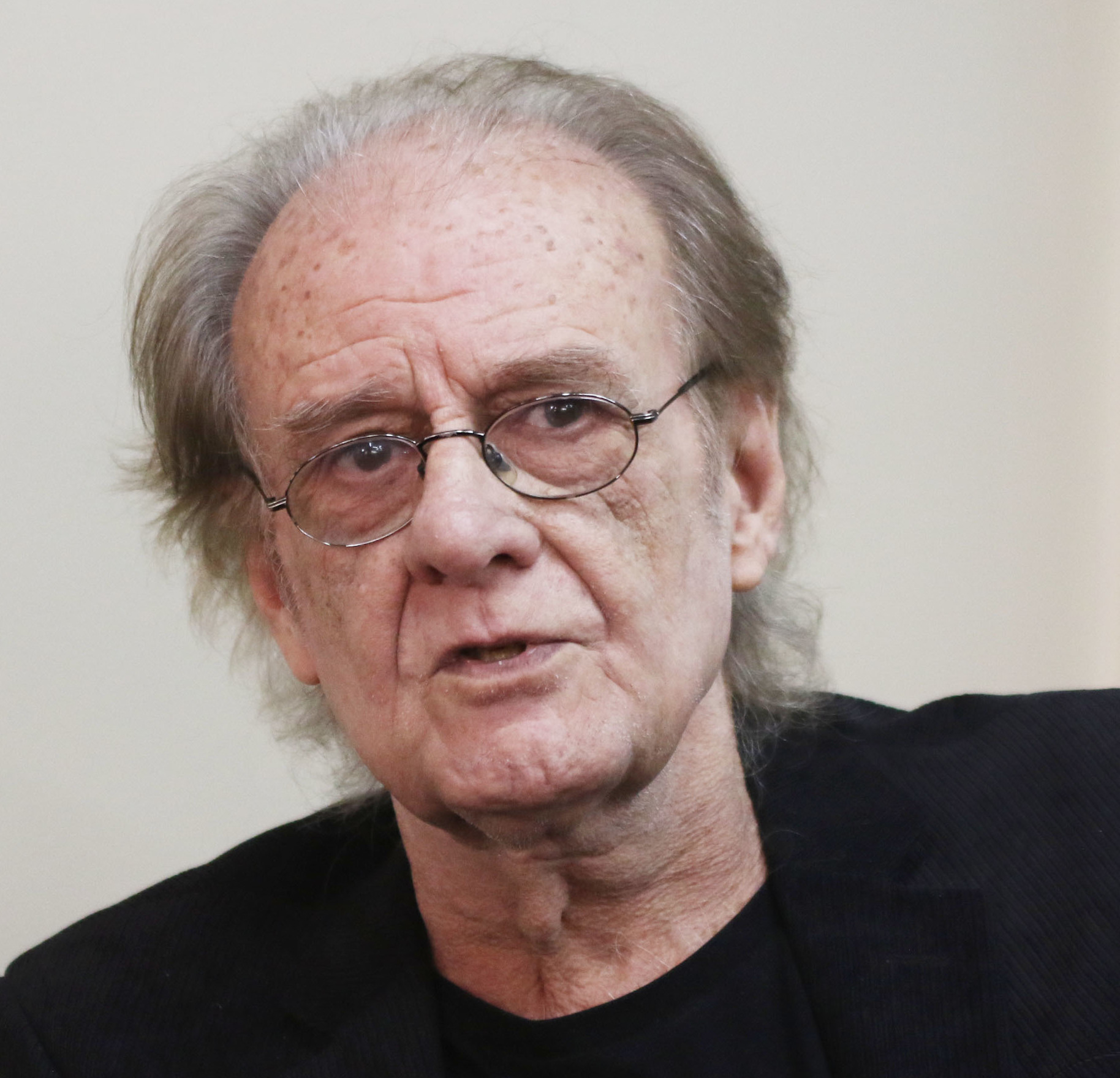
Luis Eduardo Aute (* 1943)

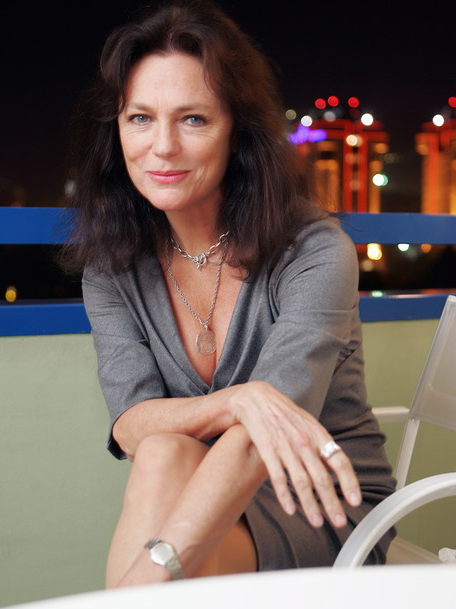
Jacqueline Bisset (* 1944)

- 1931: Barbara Bain, US-amerikanische Schauspielerin
- 1932: Bengt Hallberg, schwedischer Jazz-Pianist und Komponist
- 1932: Bronius Kutavičius, litauischer Komponist
- 1932: Pedro Rubiano Sáenz, Erzbischof von Bogotá und Kardinal der römisch-katholischen Kirche
- 1932: Guido Schmidt-Chiari, österreichischer Bankier
- 1933: Franz Födermayr, österreichischer Musikwissenschaftler
- 1933: Warren Murphy, US-amerikanischer Schriftsteller
- 1933: Eginald Schlattner, siebenbürgischer Pfarrer und Schriftsteller
- 1934: William Woolsey, US-amerikanischer Schwimmer
- 1934: Zbigniew Zapasiewicz, polnischer Schauspieler
- 1935: Heinrich Maul, deutscher Jurist, Richter am Bundesgerichtshof
- 1936: Jörn-Peter Schmidt-Thomsen, deutscher Architekt
- 1936: Abderrahmane Soukhane, algerisch-französischer Fußballspieler
- 1937: Don Bluth, US-amerikanischer Zeichentrickfilmregisseur
- 1937: Bertold Sommer, deutscher Jurist, Richter des Bundesverfassungsgerichts
- 1938: Janusz Głowacki, polnischer Schriftsteller
- 1938: John Smith, britischer Politiker, Vorsitzender der Labour Party
- 1939: Arleen Augér, US-amerikanische Sopranistin
- 1939: Richard Kiel, US-amerikanischer Schauspieler
- 1940: Óscar Arias Sánchez, Präsident von Costa Rica, Nobelpreisträger
- 1940: Kurt Faltlhauser, deutscher Politiker, MdL, MdB, Parlamentarischer Staatssekretär, Landesminister
- 1940: Ladislav Křiváček, tschechoslowakischer Schauspieler
- 1941: Knut Kiesewetter, deutscher Sänger, Liedermacher und Posaunist
- 1941: Tadao Andō, japanischer Architekt
- 1941: Wolf Klinz, österreichischer Wirtschaftswissenschaftler, Manager und Politiker, MdEP
- 1941: Günther Tschanun, Schweizer Mörder
- 1942: Sōichi Aikawa, japanischer Politiker
- 1943: Jean-Marie Alméras, französischer Rennfahrer und Rennstallbesitzer
- 1943: Luis Eduardo Aute, spanischer Dichter, Liedermacher, Kunstmaler und Filmemacher
- 1943: Matthias Krings, deutscher Fernsehmoderator, Sänger
- 1944: Jacqueline Bisset, britische Schauspielerin
- 1944: Peter Cetera, US-amerikanischer Sänger, Songwriter und Bassist
- 1944: Hartmut Schauerte, deutscher Politiker, MdL, MdB
- 1945: Alain Louvier, französischer Komponist
- 1945: Ingrid Mielenz, deutsche Sozialpolitikerin
- 1945: Gertrude Mongella, Präsidentin des afrikanischen Parlaments
- 1946: Frank Marshall, US-amerikanischer Regisseur, Produzent und Schauspieler
- 1947: Sharon M. Collins, US-amerikanische Soziologin
- 1947: Elfgard Schittenhelm, deutsche Leichtathletin
- 1948: Francis Connesson, französischer Karambolagespieler und mehrfacher Welt- und Europameister

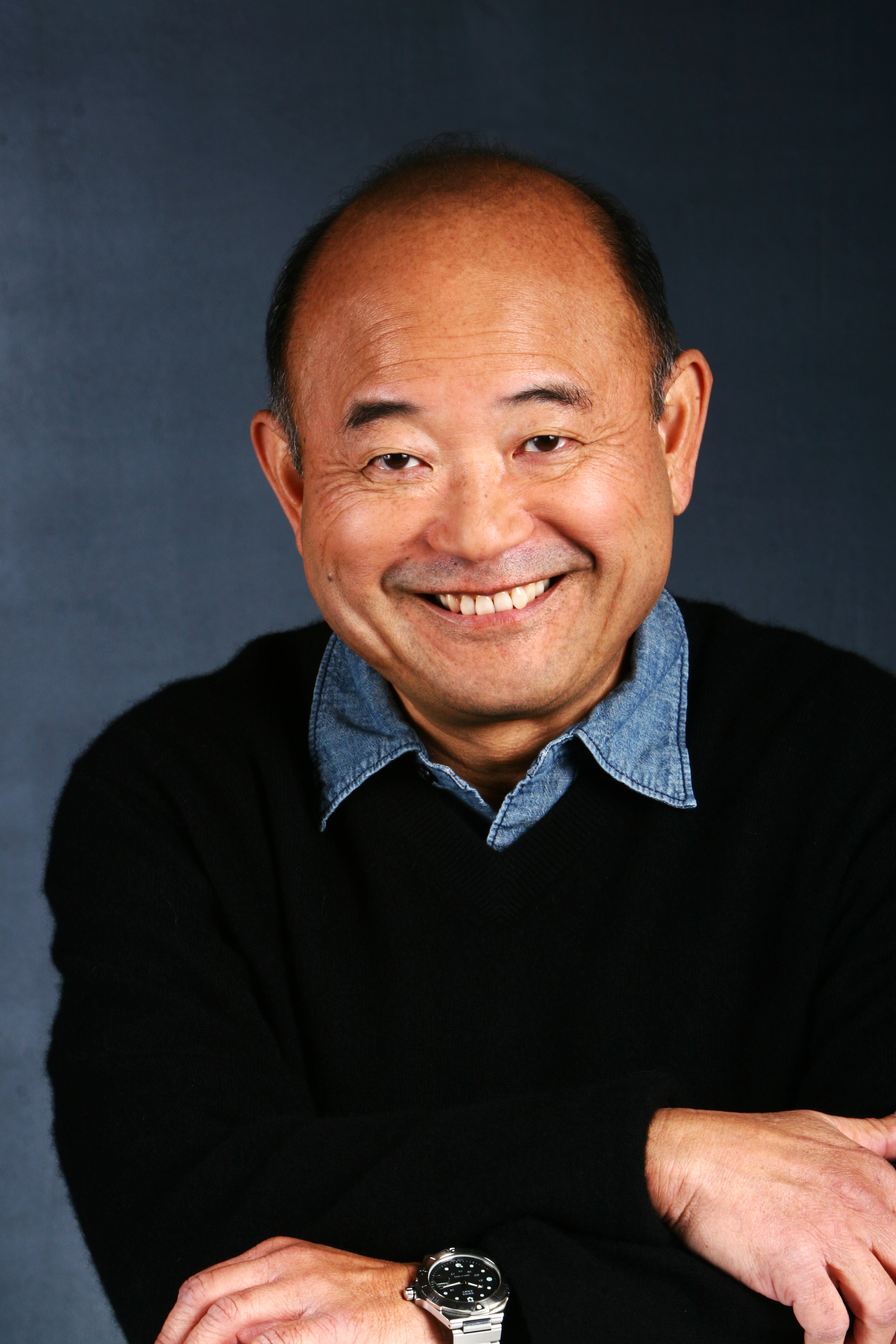
Clyde Kusatsu (* 1948)

- 1948: Clyde Kusatsu, US-amerikanischer Schauspieler
- 1949: Itamar Assumpção, brasilianischer Sänger, Komponist, Arrangeur und Schauspieler
- 1949: Burghart Klaußner, deutscher Schauspieler
- 1950: Włodzimierz Cimoszewicz, polnischer Politiker
- 1950: Manfred Ommer, deutscher Leichtathlet
- 1950: Klaus Wunder, deutscher Fußballspieler

#### 1951–1975

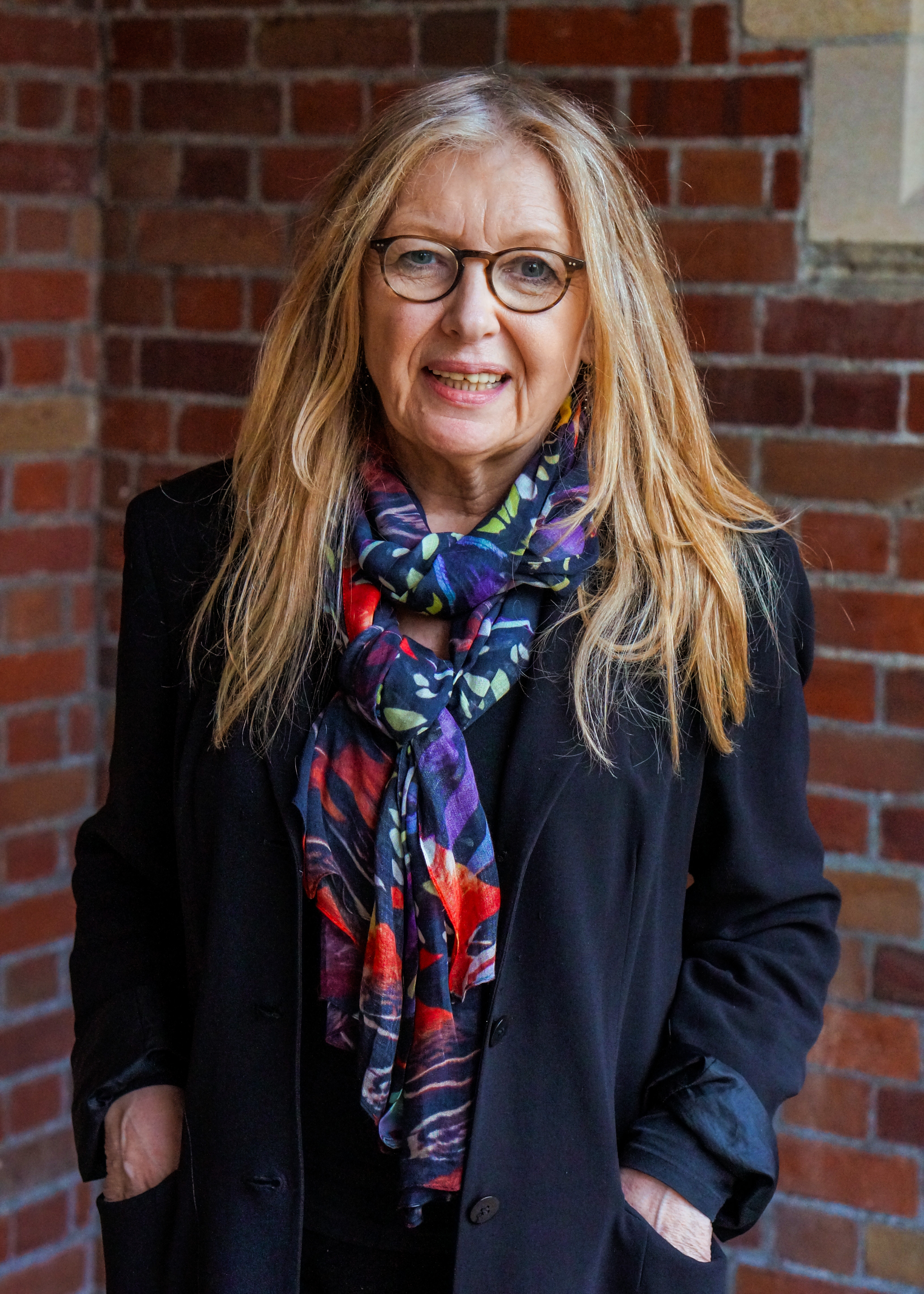
Anne Devlin (* 1951)

- 1951: Anne Devlin, nordirische Schriftstellerin
- 1951: Stefan Kjernholm, schwedischer Rennrodler
- 1951: Jean Smart, US-amerikanische Schauspielerin
- 1952: Christine Estabrook, US-amerikanische Schauspielerin
- 1952: Johanna Klier, deutsche Leichtathletin, Olympiasiegerin
- 1952: Don Was, US-amerikanischer Musiker und Plattenproduzent
- 1953: Ulrike Kaufmann, österreichische Bühnenbildnerin
- 1953: Günther Krause, deutscher Ingenieur und Politiker, Mitglied der Volkskammer, MdB, Bundesminister
- 1954: Steve Kilbey, britischer Musiker, Sänger und Songwriter, Dichter und Maler
- 1955: Norbert Koof, deutscher Springreiter und Unternehmer
- 1955: Andreas Staier, deutscher Cembalist und Pianist
- 1956: Alain Ducasse, französisch-monegasser Koch und Publizist
- 1956: Martin Hurson, nordirischer Widerstandskämpfer und Hungerstreikender
- 1956: Michael Reudenbach, deutscher Komponist
- 1957: Vincent Appice, US-amerikanischer Hard-Rock-/Heavy-Metal-Schlagzeuger

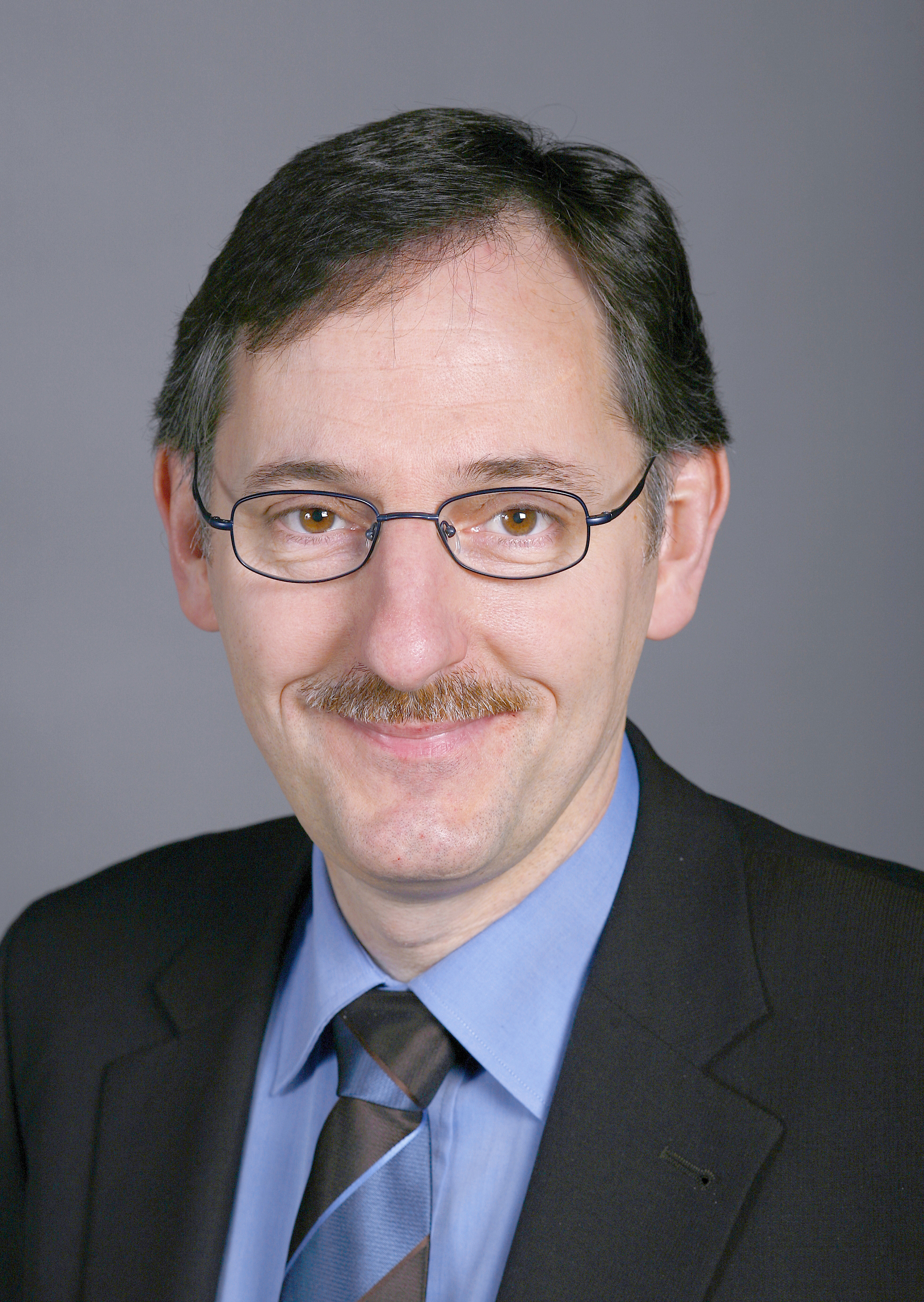
Mario Fehr (* 1958)

- 1958: Mario Fehr, Schweizer Politiker
- 1958: Albrecht Koschorke, deutscher Literaturwissenschaftler
- 1958: Robert Millar, britischer Radrennfahrer
- 1958: Peter Wirnsberger, österreichischer Skirennläufer
- 1959: Ivan Majstorović, deutscher Handballspieler und -trainer
- 1960: Holger Afflerbach, deutscher Historiker
- 1960: Kevin Carter, südafrikanischer Fotojournalist
- 1960: Étienne Dagon, Schweizer Schwimmer
- 1960: Hubert Schwarz, deutscher Nordischer Kombinierer, Olympiasieger
- 1961: Željko Buvač, bosnischer Fußballtrainer
- 1961: Tom Holt, britischer Fantasy-Schriftsteller
- 1961: Walter Hörmann, österreichischer Fußballtrainer
- 1961: Dave Mustaine, US-amerikanischer Sänger und Gitarrist
- 1962ː Katja Burghardt, deutsche Journalistin, Chefredakteurin der Zeitschrift essen & trinken
- 1962: Tõnu Õnnepalu, estnischer Schriftsteller
- 1963: Phillip Dutton, australischer Vielseitigkeitsreiter
- 1963: Luis Juez, argentinischer Politiker
- 1963: Sophie in ’t Veld, niederländische Politikerin
- 1964: Anthony Wells, britischer Autorennfahrer
- 1964: Rafał Ziemkiewicz, polnischer Schriftsteller
- 1965: Diego Aguirre, uruguayischer Fußballspieler und -trainer
- 1965: Tom Bartels, deutscher Moderator und Sportreporter
- 1965: Annie Duke, US-amerikanische Pokerspielerin
- 1965: Katharina Müller-Elmau, deutsche Schauspielerin und Musikerin

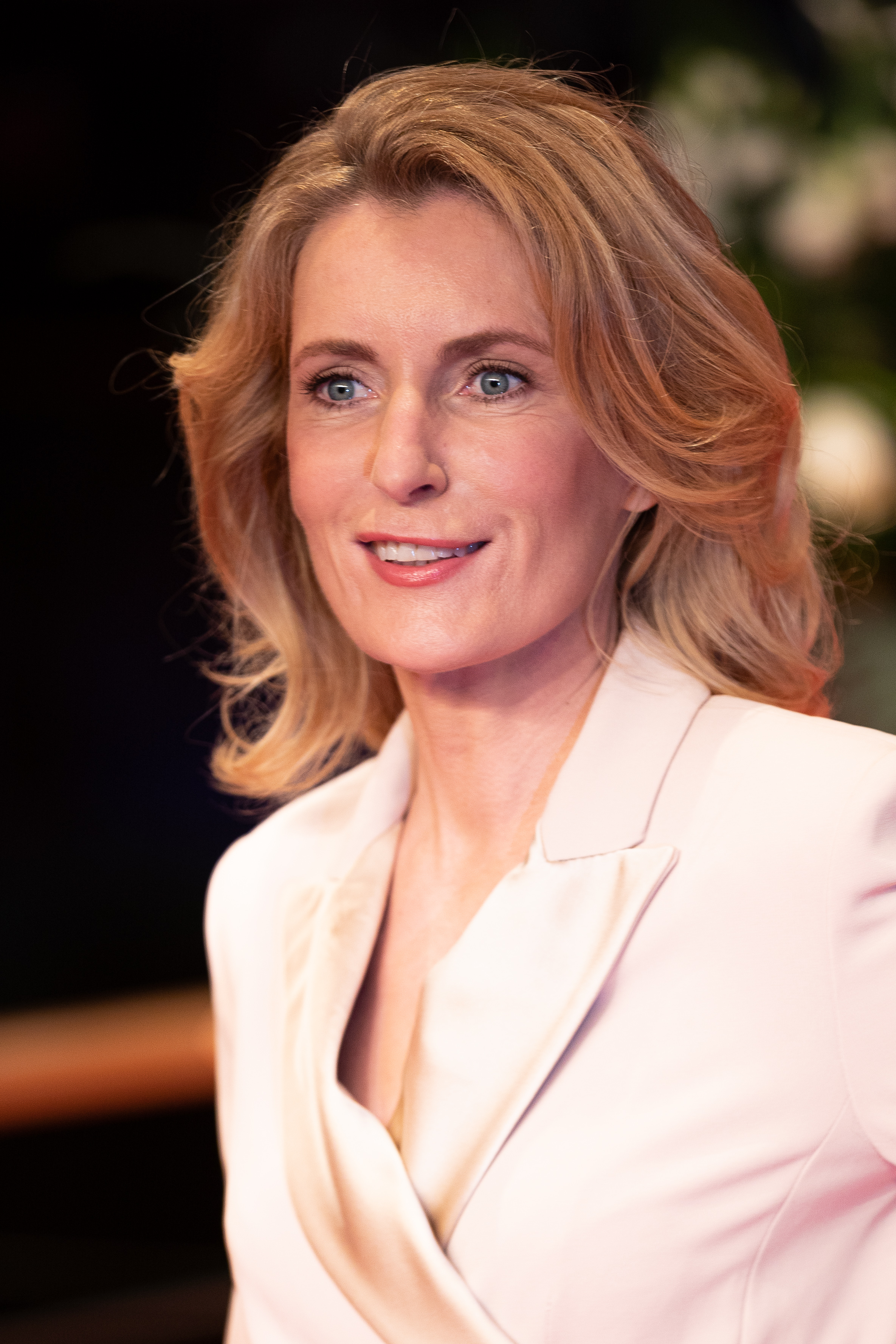
Maria Furtwängler (* 1966)

- 1966: Maria Furtwängler, deutsche Schauspielerin und Ärztin
- 1966: Vincent Raven, Schweizer Mentalist
- 1967: Warren Aspinall, englischer Fußballspieler
- 1967ː Katrin Jaggi, Schweizer Architektin und Politikerin
- 1967: Michael Johnson, US-amerikanischer Leichtathlet
- 1967: Monika Lazar, deutsche Politikerin, MdB
- 1967: Tim Owens, US-amerikanischer Rocksänger
- 1968: AJ Kitt, US-amerikanischer Skirennläufer
- 1968: Emma Wiklund, schwedische Schauspielerin
- 1969: Sven-David Müller, deutscher Ernährungsberater

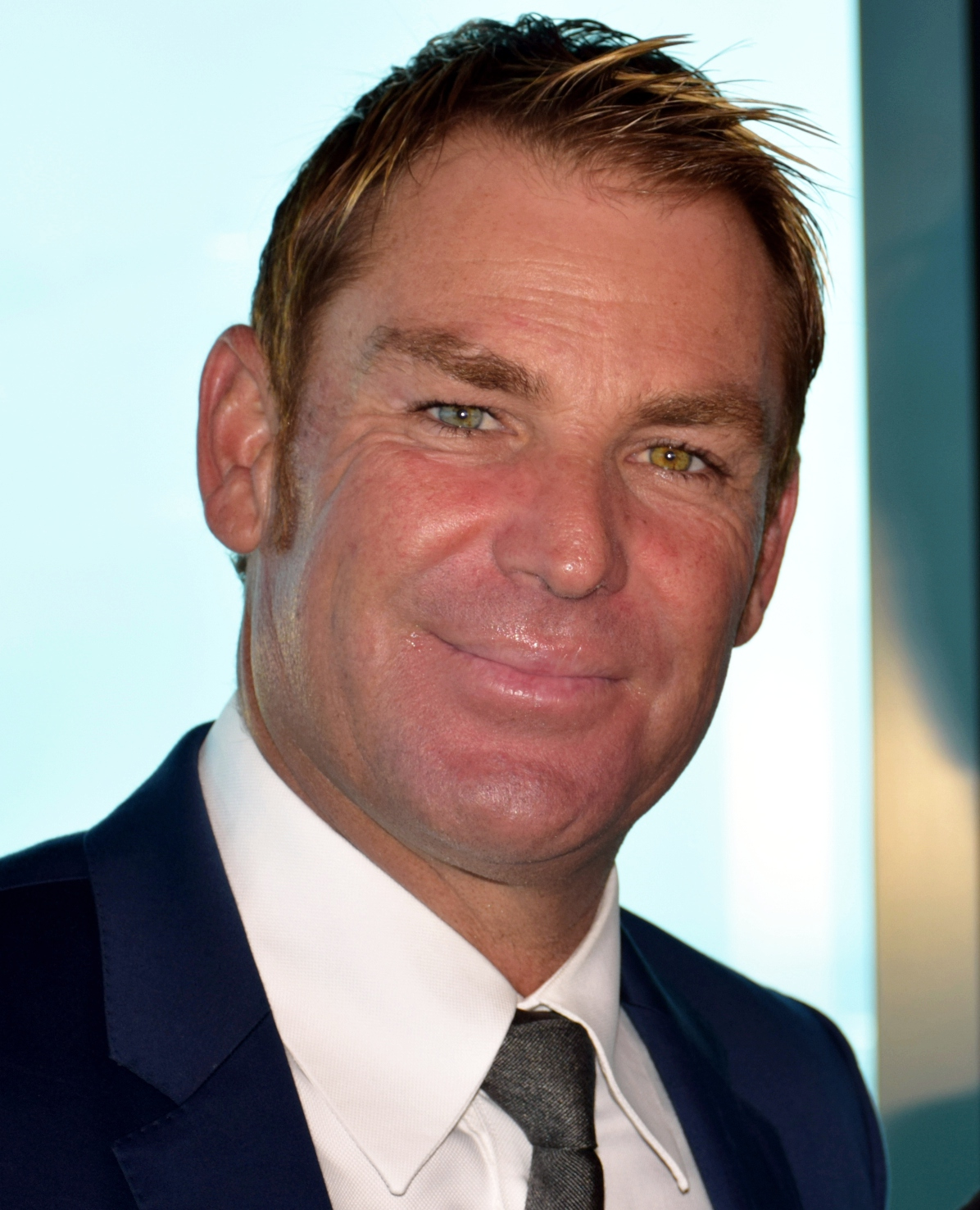
Shane Warne (* 1969)

- 1969: Shane Warne, australischer Cricketspieler
- 1970: Louise Lombard, britische Filmschauspielerin
- 1971: Ted Drury, US-amerikanischer Eishockeyspieler
- 1971: Goran Ivanišević, kroatischer Tennisspieler
- 1971: Jana Kozewa, deutsche Schauspielerin
- 1971: Stella McCartney, britische Modedesignerin
- 1971: Antje Westermann, deutsche Schauspielerin
- 1972: Kelly Chen, chinesische Sängerin und Schauspielerin
- 1973: Christine Arron, französische Leichtathletin
- 1973: Fabio Cannavaro, italienischer Fußballspieler
- 1973: Harald Cerny, österreichischer Fußballspieler
- 1973: Sascha Lensing, deutscher Politiker
- 1974: Kyokutenhō Masaru, mongolischer Sumōringer
- 1974: Matt Patricia, US-amerikanischer American-Football-Trainer
- 1975: Ian Carey, US-amerikanischer DJ und Musikproduzent
- 1975: Idan Tal, israelischer Fußballer

#### 1976–2000

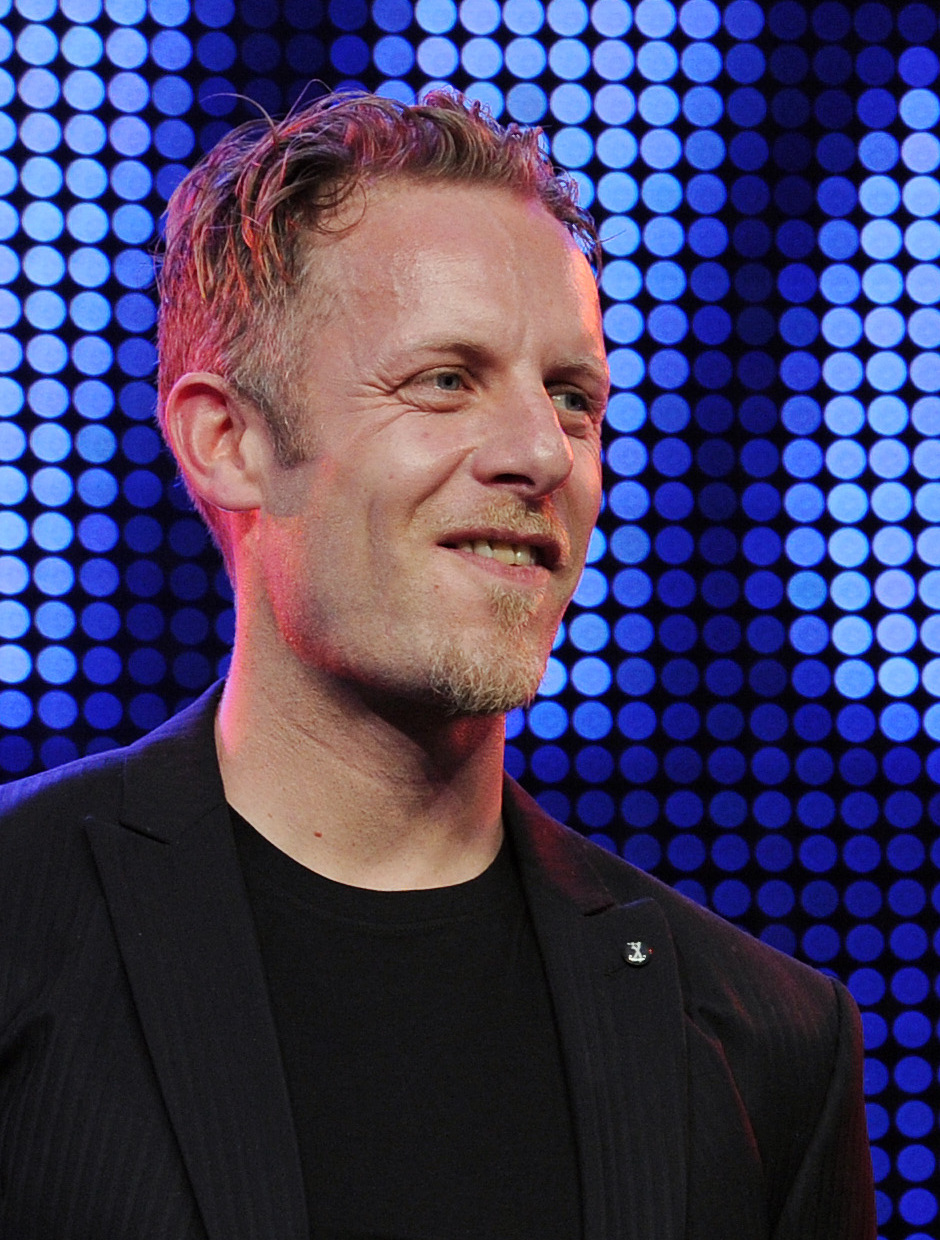
Reto von Arx (* 1976)

- 1976: Reto von Arx, Schweizer Eishockeyspieler
- 1976: Steffen Augsberg, deutscher Rechtswissenschaftler und Professor
- 1976: Tami Kiuru, finnischer Skispringer
- 1976: Puma Swede, schwedische Pornodarstellerin
- 1976: José Théodore, kanadischer Eishockeytormann
- 1977: Fiona Apple, US-amerikanische Sängerin, Singer-Songwriter, Pianistin und Musikerin
- 1977: Esther Möller, deutsche Leichtathletin
- 1978: Dennis Haueisen, deutscher Radrennfahrer
- 1979: Linda Grubben, norwegische Biathletin
- 1979: Manuel Friedrich, deutscher Fußballspieler
- 1979: Ivan Miljković, serbischer Volleyballspieler
- 1979: Demián Rugna, argentinischer Filmregisseur und Drehbuchautor

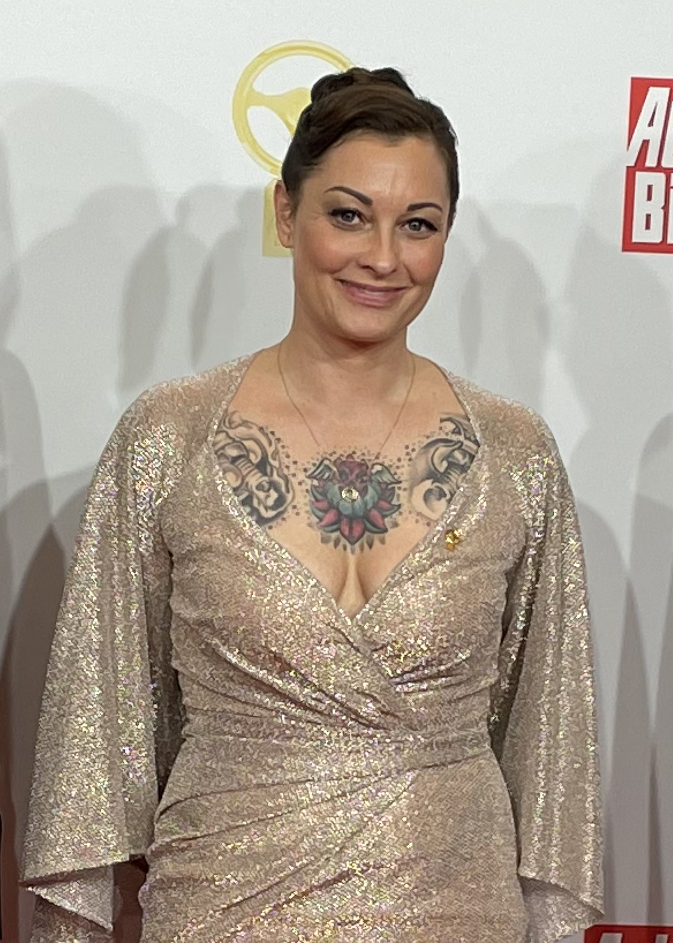
Lina van de Mars (* 1979)

- 1979: Lina van de Mars, deutsche Fernsehmoderatorin und Schlagzeugerin
- 1980: Keith Joseph Andrews, irischer Fußballspieler
- 1980: Daisuke Matsuzaka, japanischer Baseballspieler
- 1981: Koldo Fernández, spanischer Radrennfahrer
- 1981: Antonio López, spanischer Fußballspieler
- 1981: Mariha, deutsche Schauspielerin und Singer-Songwriterin
- 1982: Marina Aitowa, kasachische Hochspringerin

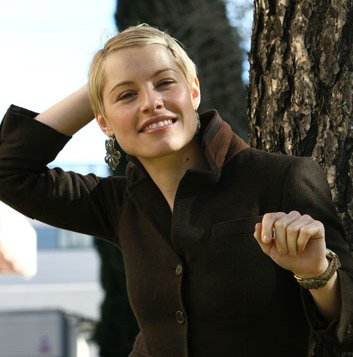
Soraya Arnelas (* 1982)

- 1982: Soraya Arnelas, spanische Popsängerin
- 1982: Nenê, brasilianischer Basketballspieler
- 1983: Eliana Burki, Schweizer Musikerin
- 1983: María Carvajal, chilenische Fußballschiedsrichterin
- 1983: Haiko Hirsch, deutscher Eishockeyspieler
- 1984: Sabrina Neuendorf, deutsche Handballspielerin
- 1984: Polina Semionowa, russische Tänzerin
- 1984: J. R. Writer, US-amerikanischer Rapper
- 1985: Thomas Prager, österreichischer Fußballspieler
- 1985: Manuel Veith, österreichischer Snowboarder
- 1986: Kamui Kobayashi, japanischer Formel-1-Rennfahrer
- 1987: Zwetana Pironkowa, bulgarische Tennisspielerin
- 1988: Laura Campos, spanische Turnerin
- 1988: Iouri Podladtchikov, Schweizer Snowboarder
- 1989: Marvin Bakalorz, deutscher Fußballspieler
- 1989: Marie Pollmann, deutsche Fußballspielerin

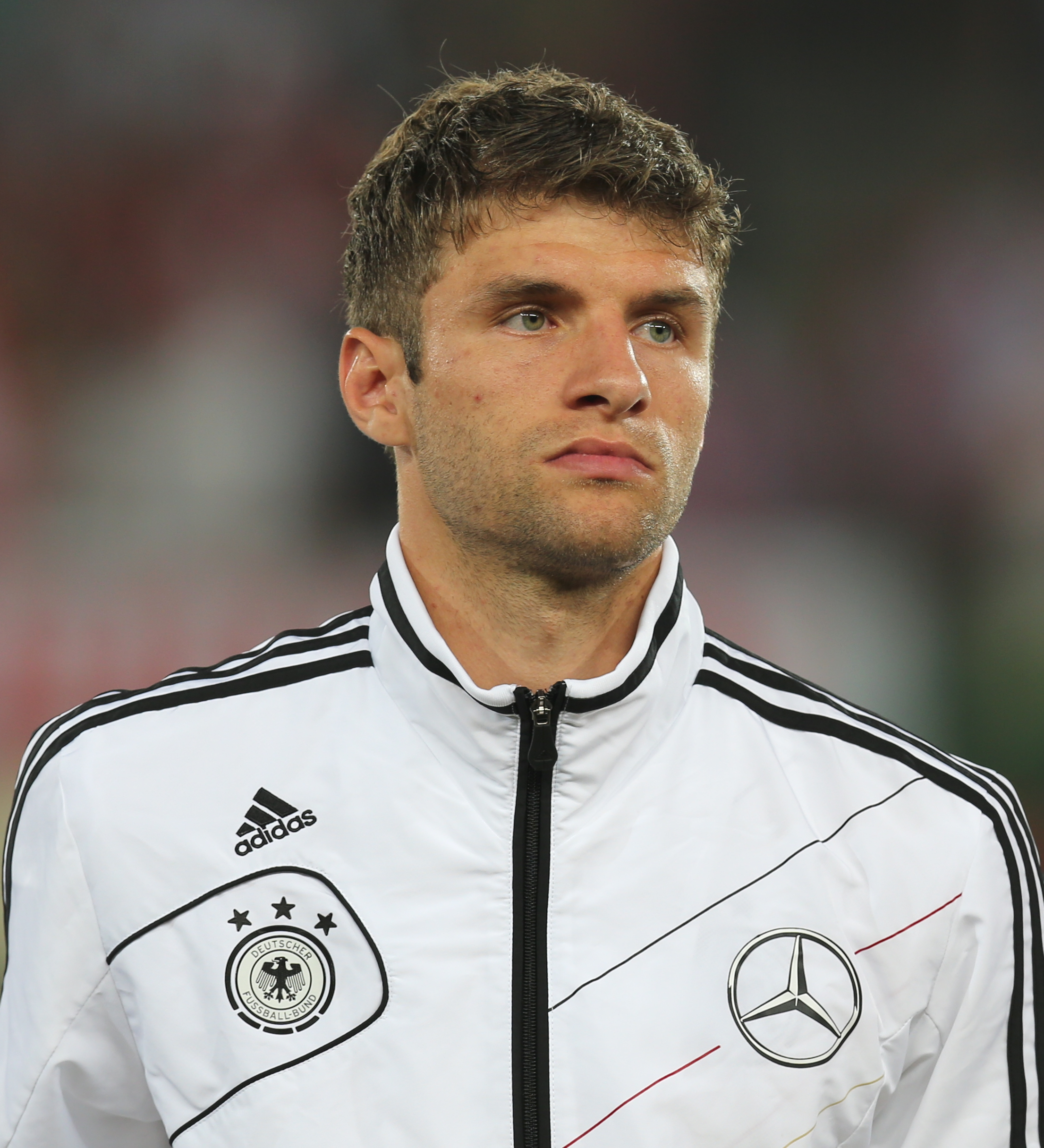
Thomas Müller (* 1989)

- 1989: Thomas Müller, deutscher Fußballspieler
- 1990: Luciano Narsingh, niederländischer Fußballspieler
- 1991: Noyan Öz, deutsch-türkischer Fußballspieler
- 1991: Jannik Sommer, deutscher Fußballspieler
- 1992: Victor Carbone, brasilianischer Rennfahrer
- 1993: Niall Horan, irischer Sänger (One Direction)
- 1993: Alice Merton, deutsche Singer-Songwriterin
- 1994: Lucas Andersen, dänischer Fußballspieler
- 1994: Joel Pohjanpalo, finnischer Fußballspieler
- 1994: Anna Karolína Schmiedlová,  slowakische Tennisspielerin
- 1995: Jordan Bardella, französischer Politiker
- 1995: Jerry Tollbring, schwedischer Handballspieler

Lili Reinhart (* 1996)

- 1996: Lili Reinhart, US-amerikanische Schauspielerin
- 1996: Playboi Carti, US-amerikanischer Rapper
- 1997: Törles Knöll, deutscher Fußballspieler
- 1998: Stefan Bissegger, Schweizer Radrennfahrer
- 1999: Daoud Iraqi, dänisch-palästinensischer Fußballspieler
- 1999: Pedro Porro, spanischer Fußballspieler

### 21. Jahrhundert
- 2001: Sylvester Jasper, bulgarisch-englischer Fußballspieler
- 2001: Ransford Königsdörffer, deutsch-ghanaischer Fußballspieler
- 2004: Leandro Morgalla, deutscher Fußballspieler

## Gestorben

### Vor dem 16. Jahrhundert
- 0016: Marcus Scribonius Libo Drusus, römischer Politiker
- 0081: Titus, römischer Kaiser
- 0453: Maurilius von Angers, Bischof von Angers, Heiliger
- 0531: Kavadh I., persischer Großkönig aus dem Haus der Sassaniden
- 0864: Pietro Tradonico, Doge von Venedig
- 0954: Diethard, Bischof von Hildesheim
- 1161: Tala'i ibn Ruzzik, Wesir der Fatimiden
- 1162: Arnald, schottischer Ordensgeistlicher
- 1171: al-ʿĀdid, Kalif der Fatimiden
- 1190: Herman IV. Markgraf von Baden bei Antiochia verstorben
- 1207: Nivelon de Chérisy, Bischof von Soissons
- 1213: Peter II., König von Aragón, Graf von Barcelona, Girona, Osona, Besalú, Cerdanya und Roussillon
- 1220: Pierre II. de la Chapelle, Bischof von Paris
- 1226: Bouchard I. de Marly, französischer Ritter und Kreuzfahrer, Herr von Marly und Saissac
- 1248: Kunigunde von Staufen, böhmische Königin
- 1272: Wilhelm von Saint-Amour, Kanoniker an der Sorbonne
- 1274: Heinrich von Neuenburg, Bischof von Basel
- 1313: Notburga von Rattenberg, Tiroler Volksheilige
- 1315: Ulrich I. von Colditz, Bischof von Naumburg
- 1336: John of Eltham, Earl of Cornwall, Sohn von Eduard II. von England
- 1352: Alberto II. della Scala, Mitregent seines Onkels Cangrande I. della Scala über Verona
- 1365: Johann von Lichtenberg, Bischof von Straßburg
- 1371: Jan Neplach, Abt des Benediktinerklosters Opatowitz
- 1374: Walther III., Abt von Münsterschwarzach
- 1399: Philippa FitzAlan, englische Adelige
- 1409: Isabelle de Valois, französische Adelige, Königin von England
- 1435: Wilhelm III., Herzog von Bayern-München

### 16./17. Jahrhundert

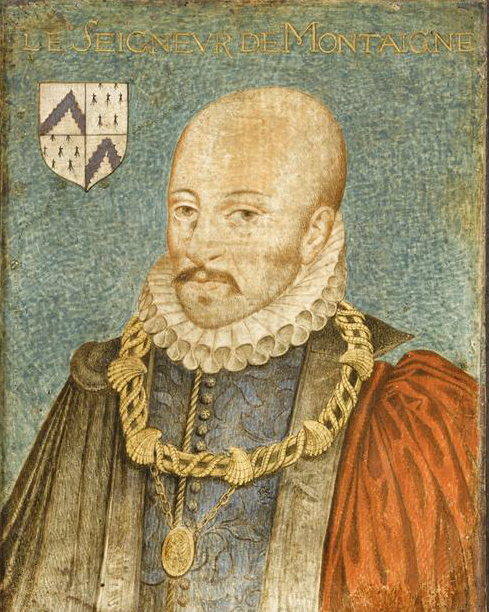
Michel de Montaigne († 1592)

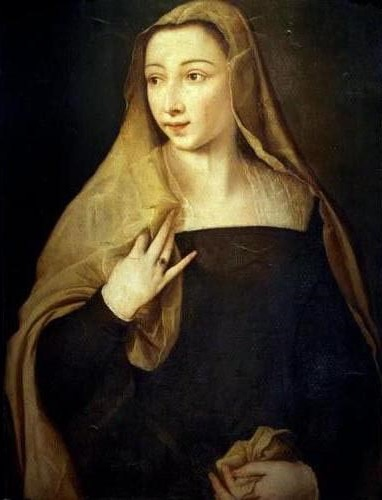
Vittoria Farnese († 1602)

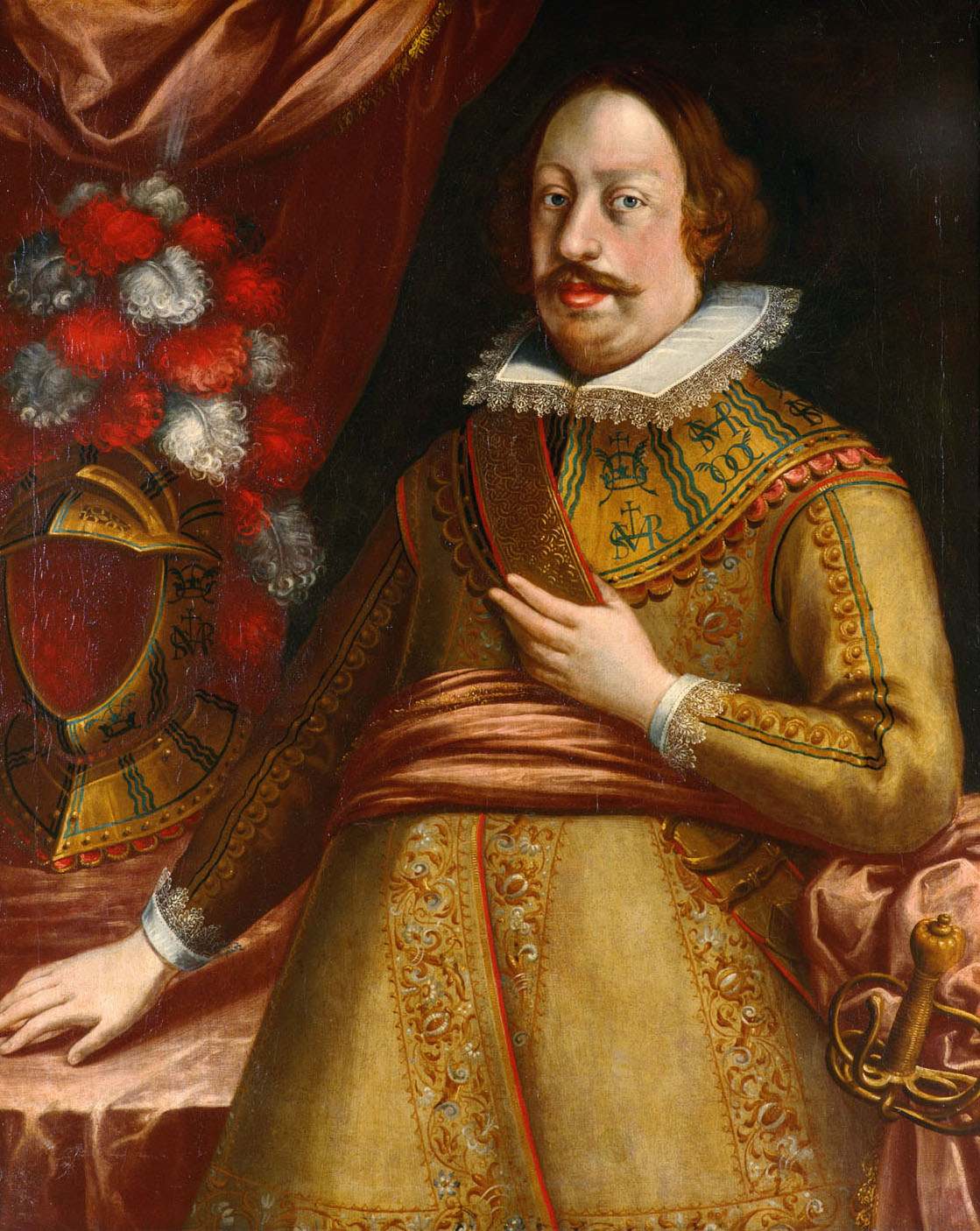
Leopold V. († 1632)

- 1502: Annius von Viterbo, italienischer Dominikaner-Mönch
- 1506: Andrea Mantegna, italienischer Maler und Kupferstecher
- 1517: Yunus Pascha, Großwesir des Osmanischen Reiches
- 1547: Hermann von Fürstenberg, Domherr in Paderborn und Münster
- 1557: Veit Amerbach, deutscher Gelehrter und Humanist
- 1557: John Cheke, englischer Gelehrter und Staatsmann
- 1565: Guillaume Farel, Reformator der romanischen Schweiz
- 1566: Sigismund von Brandenburg, Erzbischof von Magdeburg und Bischof von Halberstadt
- 1581: Peter Lo, deutscher Theologe und Reformator
- 1592: Michel de Montaigne, französischer Politiker, Philosoph und Begründer der Essayistik
- 1598: Philipp II., König von Spanien und von Portugal
- 1602: Vittoria Farnese, Prinzessin von Parma und Piacenza
- 1612: Karin Månsdotter, Ehefrau des schwedischen Königs Erik XIV.
- 1616: Anna Fugger, schwäbische Adelige
- 1616: Heinrich Hagemeister, Bürgermeister von Stralsund
- 1617: Julius Echter von Mespelbrunn, Fürstbischof von Würzburg und Herzog in Franken
- 1620: Wolfgang Hirschbach, deutscher Rechtswissenschaftler
- 1625: Franz II. Batthyány, ungarischer Magnat
- 1625: Tommaso Salini, italienischer Maler
- 1632: Leopold V., Bischof von Passau und Straßburg, Regent von Tirol
- 1641: Johannes VI. Pfister, Abt des Zisterzienserklosters in Ebrach
- 1650: Ferdinand von Bayern, Erzbischof von Köln
- 1664: Johannes Brandmüller, Schweizer evangelischer Geistlicher
- 1664: Johann Jacob von Königsegg-Rothenfels, Domherr in Köln
- 1673: Ludolf Lorenz von Krosigk, kurbrandenburgischer Kriegsrat, Kammerherr und Obrist
- 1676: Lamoral Claudius von Thurn und Taxis, Generalpostmeister der Kaiserlichen Reichspost und Generalpostmeister in den Spanischen Niederlande
- 1689: Ciro Ferri, italienischer Maler
- 1698: Dodo (II.) zu Innhausen und Knyphausen, brandenburg-preußischer Staatsmann

### 18. Jahrhundert
- 1705: Georg von Hessen-Darmstadt, Eroberer der Festung Gibraltar

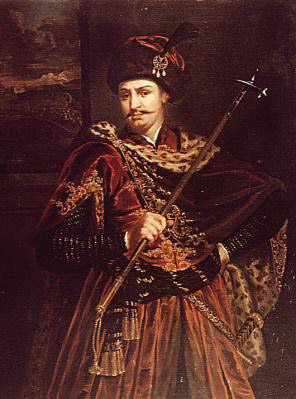
Emmerich Thököly († 1705)

- 1705: Emmerich Thököly, Fürst von Siebenbürgen
- 1712: Hermann Sibrand, Bürgermeister von Stettin
- 1721: Domenico Boscho, italienischer Stuckateur in der Steiermark
- 1734: Tobias Querfurt, deutscher Maler, Radierer und Eisenschneider
- 1735: Ferdinand Albrecht II., Herzog von Braunschweig
- 1736: Christian Thomesen Sehested, dänischer Admiral und Oberlanddrost in Oldenburg

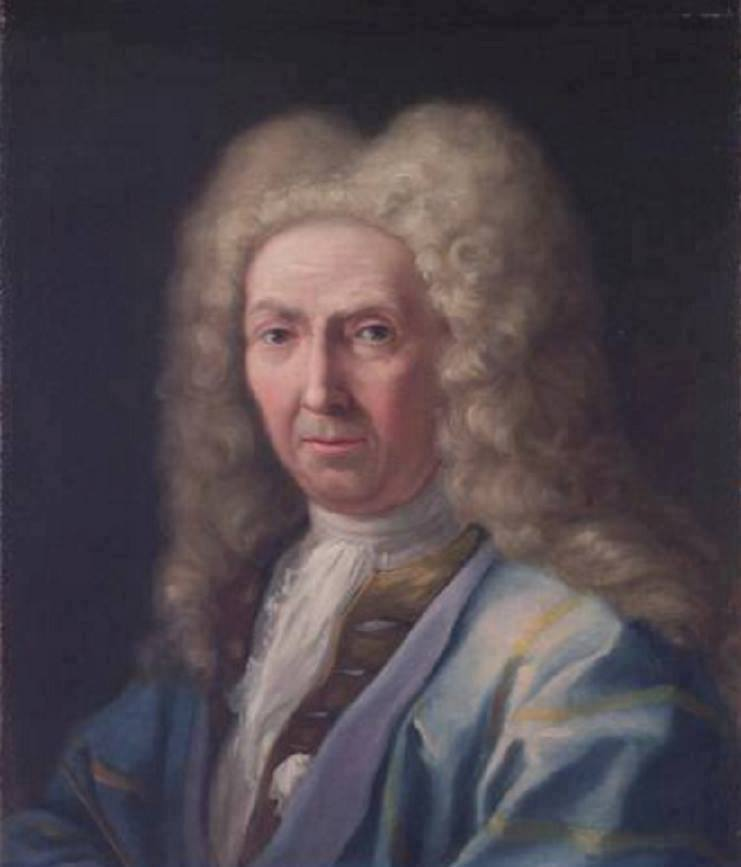
Gaspar van Wittel († 1736)

- 1736: Gaspar van Wittel, römischer Vedutenmaler niederländischer Herkunft
- 1747: Johann Christoph Egedacher, Salzburger Orgelbauer
- 1757: Franz Pacák, böhmischer Bildhauer
- 1758: Conrad Mannlich, deutscher Maler
- 1759: James Wolfe, britischer General
- 1763: Friedrich Wilhelm von Salmuth, preußischer Generalmajor
- 1764: Giovanni Domenico Barbieri, aus Graubünden stammender, im Hochstift Eichstätt tätiger Baumeister
- 1778: André Jordan, deutscher Kaufmann, Hofjuwelier und Wechselhändler
- 1786: Jakob Christian Klipstein, Staatsminister in der Landgrafschaft Hessen-Darmstadt
- 1792: Georg Christoph Schwarz, deutscher katholischer Geistlicher und Hochschullehrer
- 1794: Jean-Pierre Claris de Florian, französischer Dichter
- 1797: Georg Franz Wiesner, deutscher katholischer Theologe und Hochschullehrer in Würzburg

### 19. Jahrhundert
- 1806: Charles James Fox, englischer Staatsmann und Redner

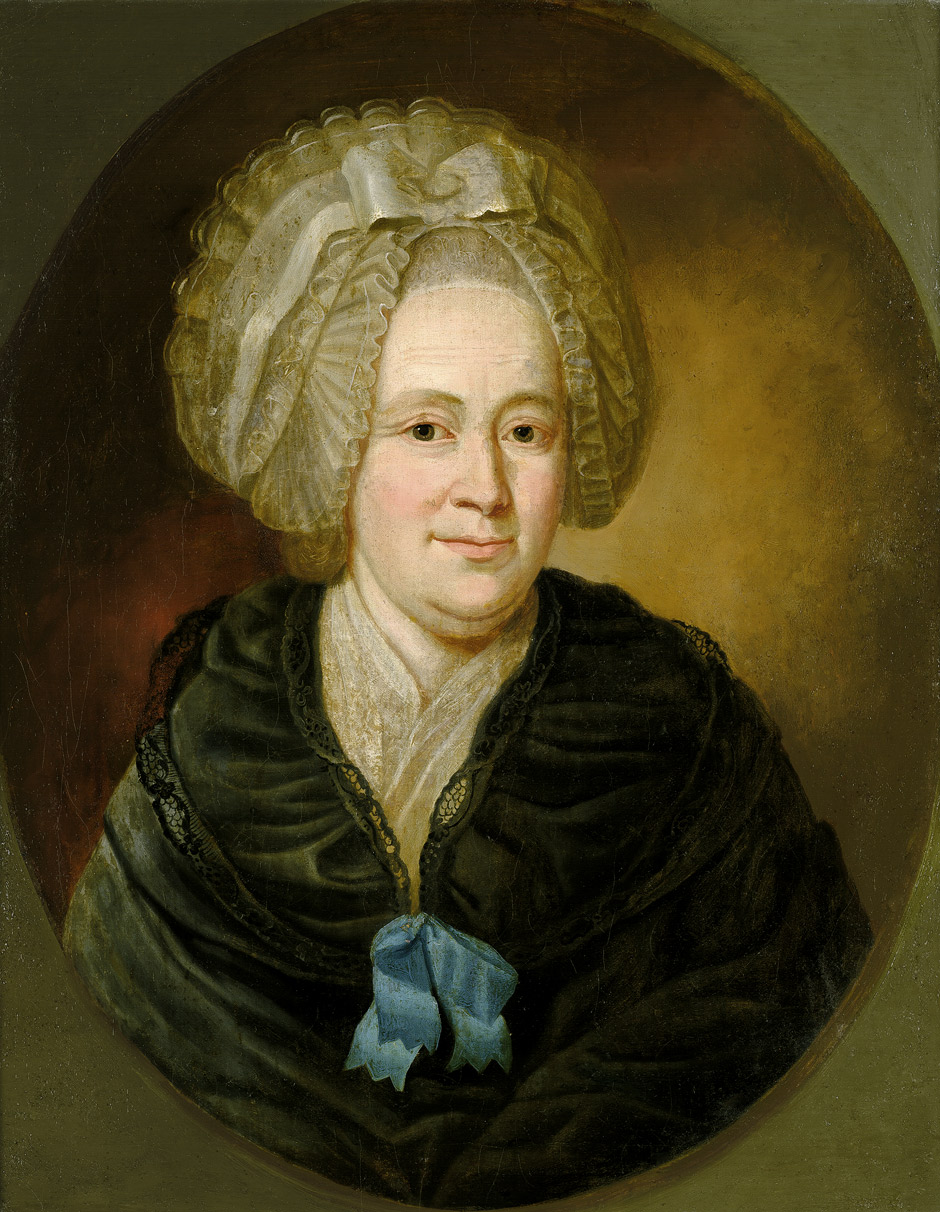
Catharina Elisabeth Goethe († 1808)

- 1808: Catharina Elisabeth Goethe, Mutter von Johann Wolfgang Goethe
- 1808: Friedrich Ludwig von Rochow, preußischer Kammerherr und Gutsbesitzer
- 1820: Adelheid von Anhalt-Bernburg-Schaumburg-Hoym, deutsche Adlige
- 1820: François-Christophe Kellermann, 1. Herzog von Valmy, französischer Pair und Marschall
- 1821: Anton Will, deutscher Mediziner
- 1824: Louis Albert Guislain Bacler d’Albe, französischer Militärtopograph und Landschaftsmaler
- 1835: Karl Adolph Gottlob Schellenberg, deutscher evangelischer Geistlicher und Pädagoge
- 1840: Vinzenz Hauschka, böhmischer Komponist
- 1841: Louis-François Bertin, französischer Journalist
- 1847: Charles Nicolas Oudinot, Marschall von Frankreich

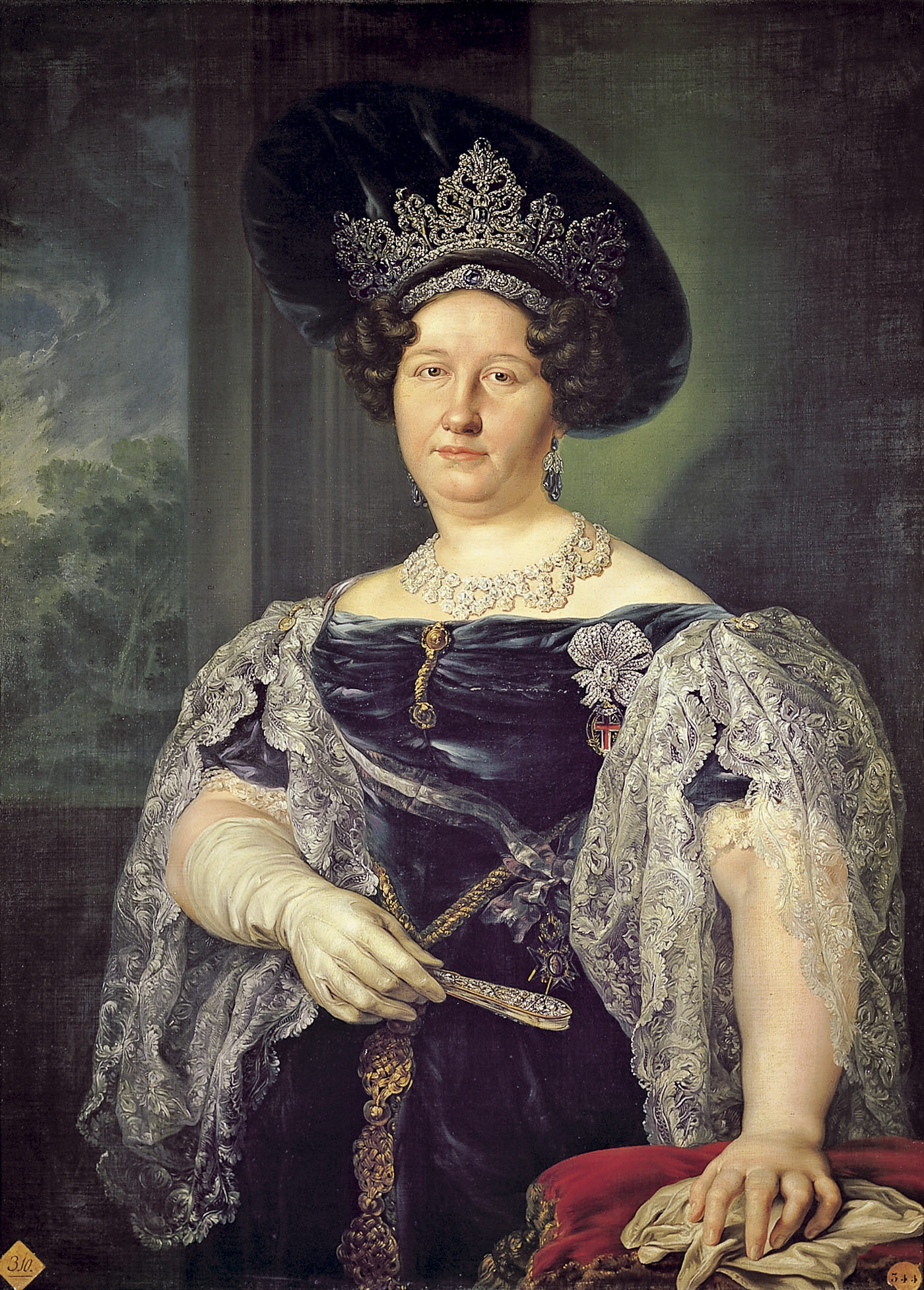
Maria Isabel von Spanien († 1848)

- 1848: Maria Isabel von Spanien, Königin beider Sizilien
- 1848: Alexander Slidell Mackenzie, US-amerikanischer Navy-Offizier und Militärhistoriker
- 1849: Jean-Louis Duby, Schweizer evangelischer Geistlicher und Hochschullehrer
- 1851: Franz Raveaux, deutscher Revolutionär
- 1859: Cornelis Jacobus van Assen, niederländischer Rechtsgelehrter
- 1861: Toussaint Poisson, französischer Komponist und Musikpädagoge
- 1871: Hermann Adalbert Daniel, deutscher geographischer Schriftsteller
- 1872: Ludwig Feuerbach, deutscher Philosoph
- 1881: Ambrose Burnside, General der Unionsarmee im Amerikanischen Bürgerkrieg
- 1883: Roderich von Stintzing, deutscher Jurist und Rechtshistoriker
- 1885ː Thekla von Baudissin, deutsche Schriftstellerin
- 1885: Friedrich Kiel, deutscher Komponist und Musikpädagoge
- 1887: Alois von Brinz, deutscher Rechtswissenschaftler und Politiker
- 1890: Friedrich Kienscherf, deutscher Orgelbauer
- 1894: Emmanuel Chabrier, französischer Komponist und Pianist

### 20. Jahrhundert

#### 1901–1950

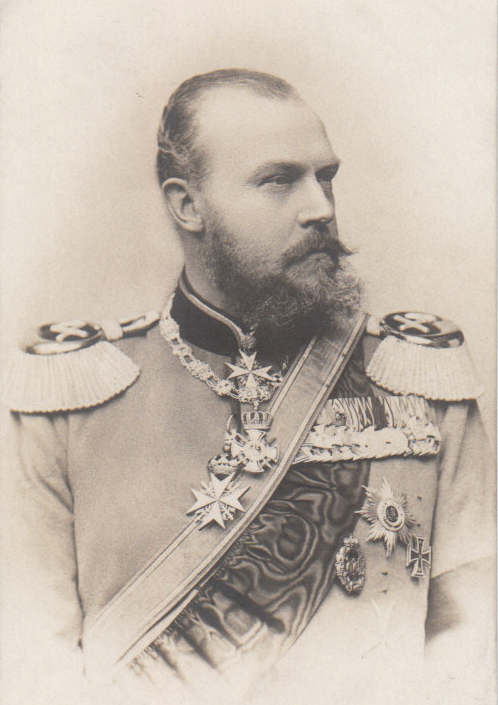
Albrecht von Preußen († 1906)

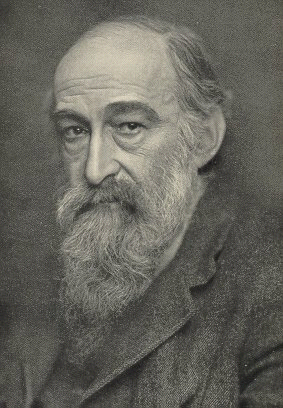
Samuel Alexander († 1938)

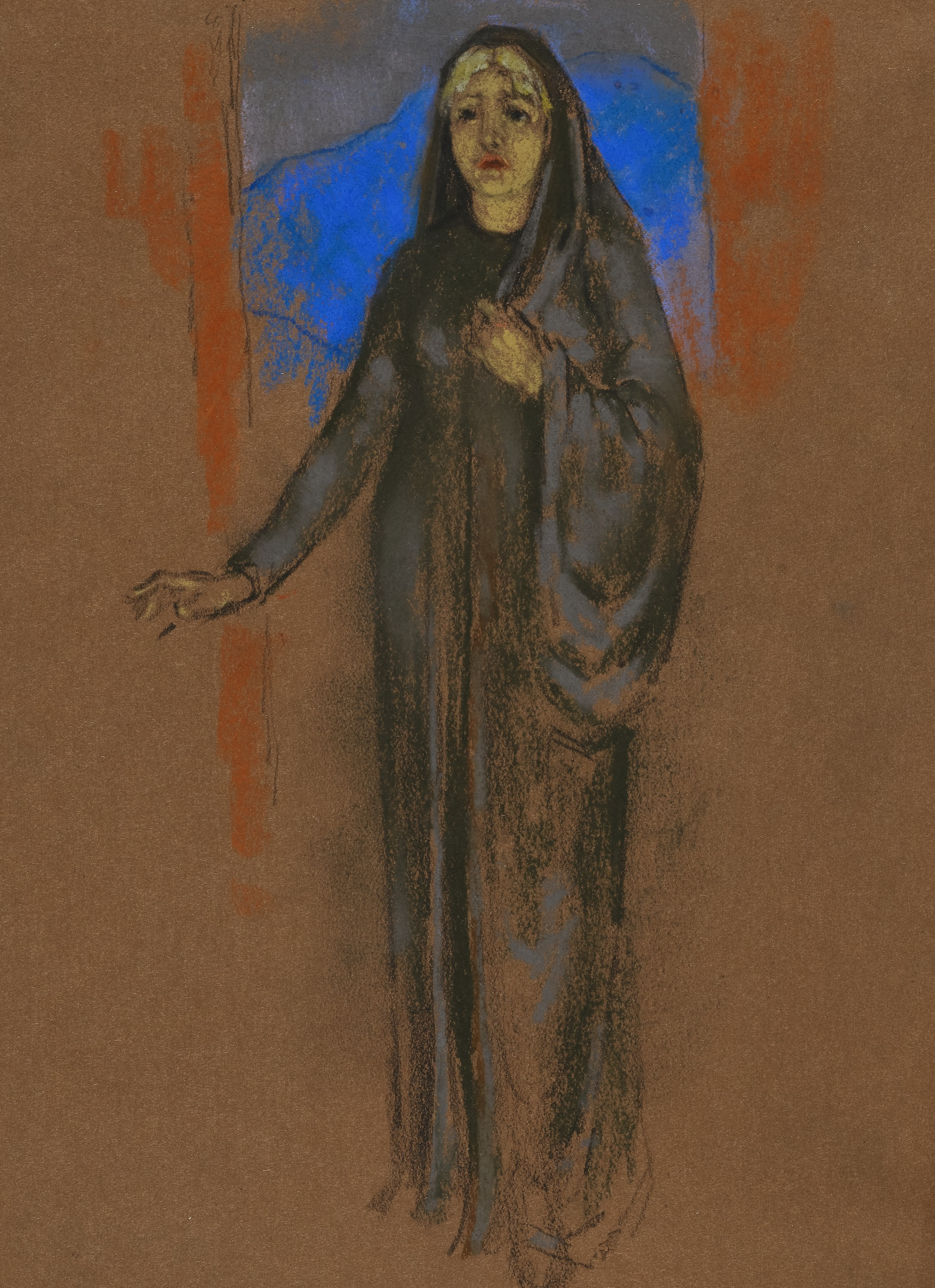
Sara Allgood († 1950)

- 1902: Eduard Swoboda, österreichischer Maler
- 1906: Albrecht von Preußen, preußischer Generalfeldmarschall und Regent des Herzogtums Braunschweig
- 1908: Edmund Kretschmer, deutscher Komponist
- 1912: Joseph Furphy, australischer Schriftsteller, gilt als Vater des australischen Romans
- 1912: Nogi Maresuke, japanischer General
- 1914: Robert Hope-Jones, britischer Erfinder im Bereich Orgelbau
- 1915: Andrew L. Harris, US-amerikanischer Politiker
- 1920: Leberecht von Kotze, preußischer Kammerherr und Hofzeremonienmeister
- 1924: Pekka Juhani Hannikainen, finnischer Komponist
- 1928: Italo Svevo, italienischer Schriftsteller
- 1929: Robert Lorimer, britischer Architekt und Möbeldesigner
- 1932: Julius Röntgen, deutsch-niederländischer Komponist und Pianist
- 1938: Samuel Alexander, britischer Philosoph
- 1939: Angelo Dolci, italienischer Geistlicher, vatikanischer Diplomat, Kurienkardinal
- 1939: Olav Duun, norwegischer Schriftsteller
- 1945: Otakar Bittmann, tschechoslowakischer Gynäkologe und Automobilrennfahrer
- 1946: Amon Göth, österreichischer SS-Offizier, Kommandant des KZ Płaszów bei Krakau, Kriegsverbrecher
- 1946: Jewgeni Jewgenjewitsch Lansere, russischer Maler
- 1947: Marguerite Hasselmans, französische Pianistin
- 1948: Paul Wegener, deutscher Schauspieler und Regisseur
- 1949: August Krogh, dänischer Arzt und Zoologe
- 1950: Sara Allgood, US-amerikanische Schauspielerin
- 1950: Käthe Mahr-Köster, deutsche Malerin

#### 1951–2000
- 1952: Friedrich Bothe, deutscher Lehrer und Historiker
- 1957: Wilhelm Diess, bayerischer Erzähler, Jurist und Theaterdirektor
- 1958: Russell Mockridge, australischer Radsportler
- 1959: Gilbert Adrian, US-amerikanischer Kostümbildner
- 1959: Adam David, Schweizer Afrikaforscher und Großwildjäger

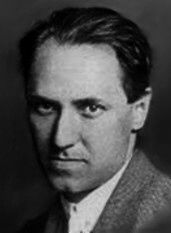
Leó Weiner († 1960)

- 1960: Leó Weiner, ungarischer Komponist
- 1961: Fritz Mühlenweg, deutscher Schriftsteller
- 1966: Mina Amann, deutsche Widerstandskämpferin gegen den Nationalsozialismus, Gewerkschafterin und Politikerin
- 1966: Karl Rauch, deutscher Verleger, Schriftsteller und Übersetzer
- 1967: Frédéric Gilliard, Schweizer Architekt und Archäologe
- 1970: Emanuel Goldberg, russischer Chemiker, Techniker und Erfinder
- 1971: George Lambert, kanadischer Sänger und Musikpädagoge
- 1973: Max Fechner, deutscher Politiker und Widerstandskämpfer, MdL, Minister für Justiz der DDR

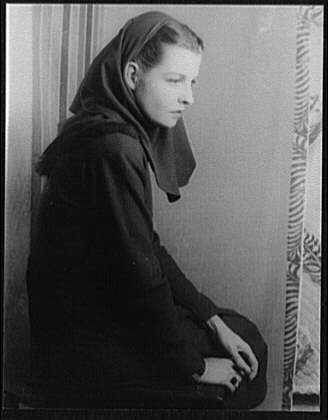
Betty Field († 1973)

- 1973: Betty Field, US-amerikanische Schauspielerin
- 1975: Jack Dunfee, britischer Autorennfahrer
- 1975: Paul Ohnsorge, deutscher Künstler
- 1977: Leopold Stokowski, US-amerikanischer Dirigent
- 1977: Edmond Trudel, kanadischer Dirigent, Pianist und Musikpädagoge
- 1980: Robert Keldorfer, österreichischer Komponist, Pianist und Dirigent
- 1980: Joseph Suder, deutscher Komponist und Dirigent
- 1985: Dane Rudhyar, US-amerikanischer Komponist, Maler und Astrologe französischer Herkunft
- 1985: Benno Sterzenbach, deutscher Theater- und Filmschauspieler
- 1986: Horst Averbeck, deutscher Unternehmer und Erfinder
- 1987: Mervyn LeRoy, US-amerikanischer Filmregisseur und -produzent
- 1989: Gilles Andriamahazo, madagassischer Militär, Staatspräsident
- 1989: Géza Frid, ungarisch-niederländischer Komponist, Dirigent und Pianist
- 1990: Bert De Cleyn, belgischer Fußballspieler

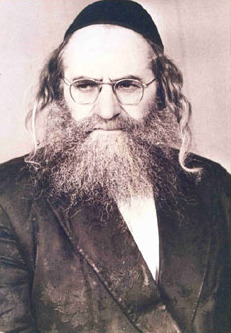
Baruch Ashlag († 1991)

- 1991: Baruch Ashlag, polnischer Kabbalist
- 1991: Anne Marie Jauss, deutsch-US-amerikanische Malerin, Buchautorin und Buchillustratorin
- 1991: Erich Kern, österreichischer Schriftsteller und Publizist
- 1991: Metin Oktay, türkischer Fußballspieler
- 1991: Joe Pasternak, US-amerikanischer Filmproduzent
- 1993: Roland Béguelin, Schweizer Politiker und Separatistenführer
- 1993: Christoph Delz, Schweizer Komponist und Pianist
- 1994: Woodie Wilson, US-amerikanischer Rennfahrer
- 1995: Fritz Bennewitz, deutscher Theaterregisseur
- 1996: Ricardo García Perdomo, kubanischer Gitarrist und Sänger
- 1996: Tupac Shakur, US-amerikanischer Rapper und Schauspieler
- 1998: Alois Grillmeier, deutscher Ordensgeistlicher, katholischer Theologe
- 1999: Benjamin Bloom, US-amerikanischer Universitätsprofessor
- 1999: Walter Stürm, Schweizer Ausbrecherkönig
- 2000: Rolf Kauka, deutscher Comic-Künstler und Verleger (Fix und Foxi)

### 21. Jahrhundert
- 2001: Jaroslav Drobny, tschechoslowakischer Tennis- und Eishockeyspieler
- 2001: Carl Malsch, deutscher evangelischer Pastor
- 2001: Dorothy McGuire, US-amerikanische Schauspielerin

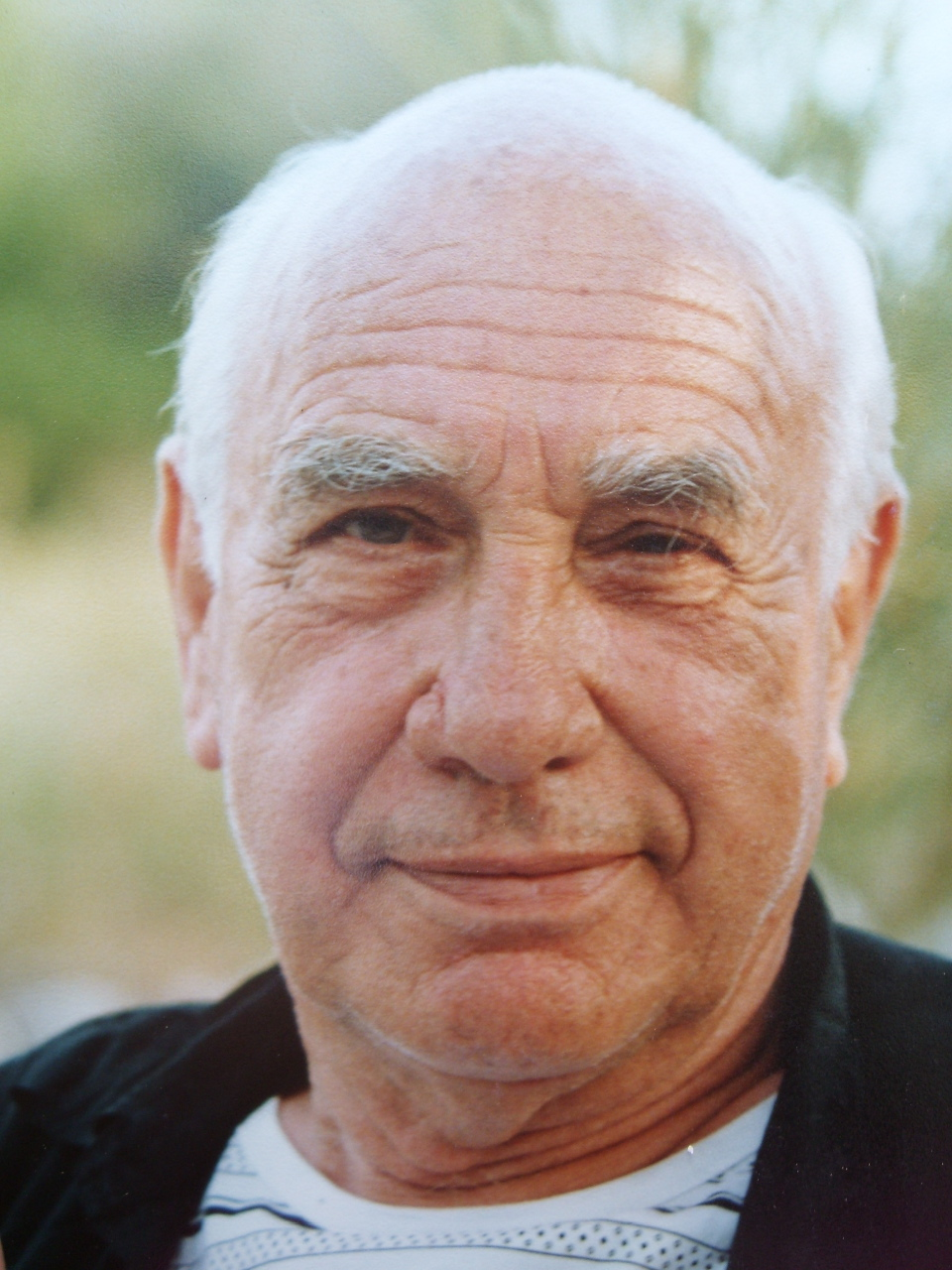
Charles Regnier († 2001)

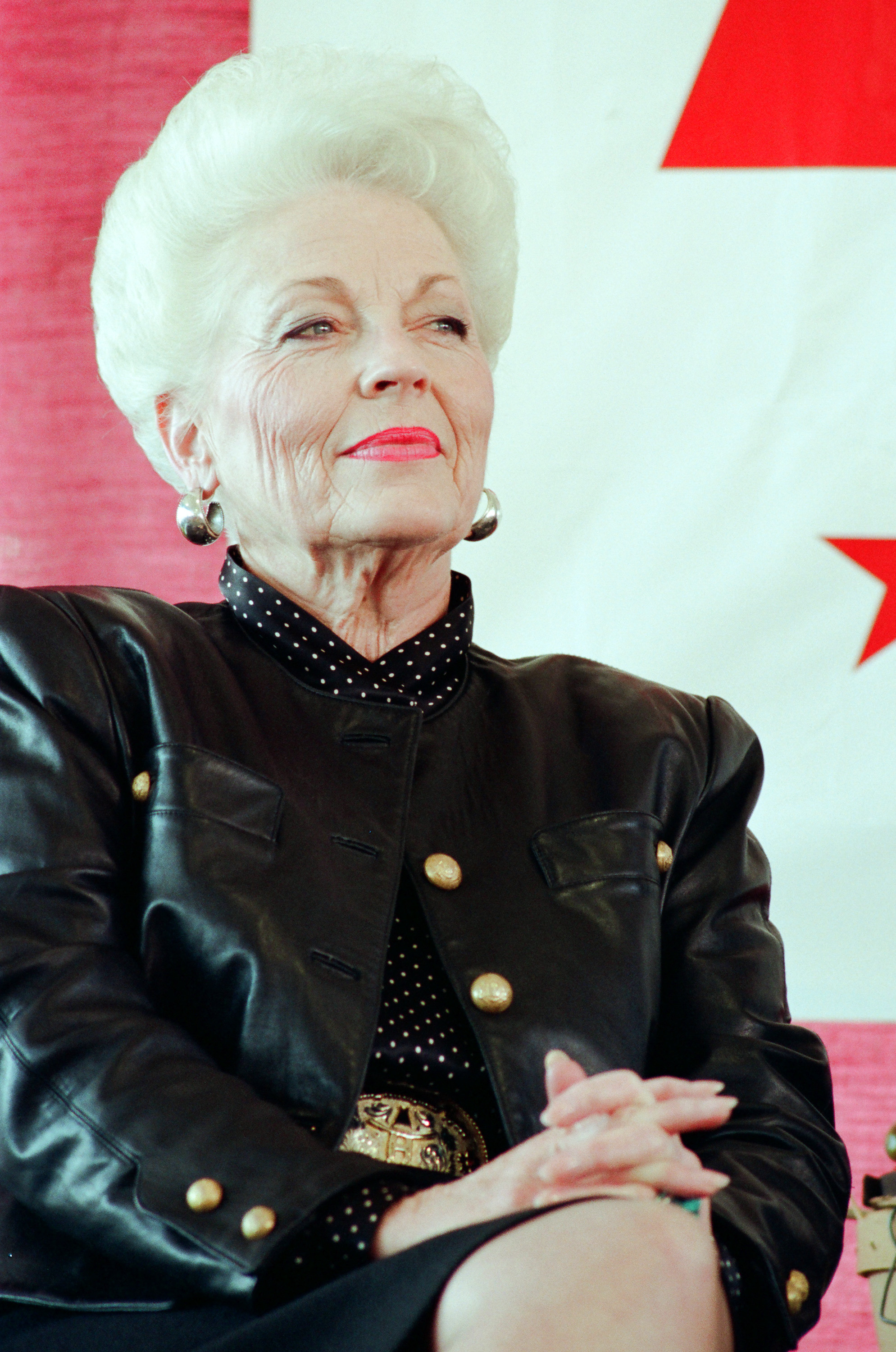
Ann Richards († 2006)

- 2001: Charles Regnier, deutscher Schauspieler
- 2003: Ninel Myschkowa, sowjetische Schauspielerin
- 2003: Vojtěch Saudek, tschechischer Komponist
- 2004: Weldon Rogers, US-amerikanischer Country-, Rockabilly-Musiker und Produzent
- 2004: Erwin Weiss, österreichischer Komponist
- 2005: Toni Fritsch, österreichischer Fußballspieler
- 2006: Ann Richards, US-amerikanische Politikerin, Gouverneurin von Texas
- 2007: Abd as-Sattar Abu Rischa, irakischer Klanführer, Anführer und Mitbegründer der sunnitischen Widerstandsbewegung „Rat zur Lösung von Anbar“ im Irak
- 2007: Joachim Hansen, deutscher Schauspieler
- 2008: Peter Camejo, US-amerikanischer Politiker und Umweltschützer
- 2008: Rubén Héctor Sosa, argentinischer Fußballspieler
- 2011: Arno Fischer, deutscher Fotograf
- 2011: Helmut Frenz, deutscher evangelischer Bischof und Menschenrechtsaktivist
- 2011: Richard Hamilton, britischer Maler und Grafiker
- 2011: Alice Vollenweider, Schweizer Romanistin, Kochbuchautorin und literarische Übersetzerin
- 2012: Josef Strauß, deutscher Fußballspieler

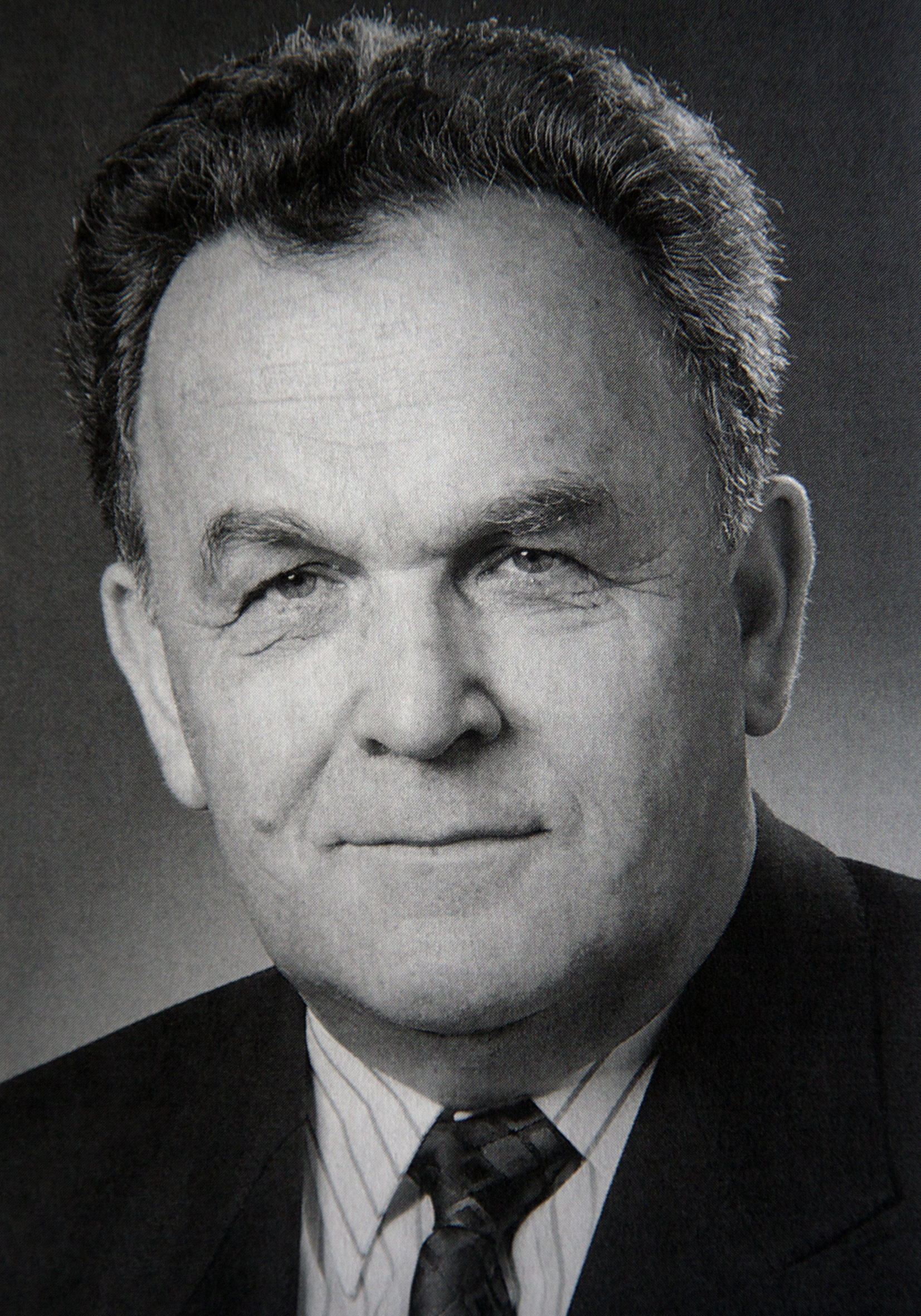
Otto Stich († 2012)

- 2012: Otto Stich, Schweizer Politiker
- 2013: Dieter Höller, deutscher Fußballspieler
- 2013: Horst Egon Kalinowski, deutscher Künstler
- 2014: Milan Galić, jugoslawischer Fußballspieler
- 2014: Friedhilde Krause, deutsche Slawistin, Bibliothekswissenschaftlerin und Bibliotheksdirektorin
- 2015: Jean-Christophe Ammann, Schweizer Kunsthistoriker und Kurator
- 2015: Moses Malone, US-amerikanischer Basketballspieler
- 2016: Herbert Liedtke, deutscher Fußballspieler
- 2016: Hermann J. Strenger, deutscher Manager
- 2017: Slavko Goldstein, jugoslawischer bzw. kroatischer Autor und Politiker
- 2017: Franz Wolkinger, österreichischer Biologe und Naturschützer
- 2018: Erich Dauenhauer, deutscher Wirtschaftswissenschaftler und Schriftsteller
- 2018: Ivo Petrić, slowenischer Komponist und Dirigent

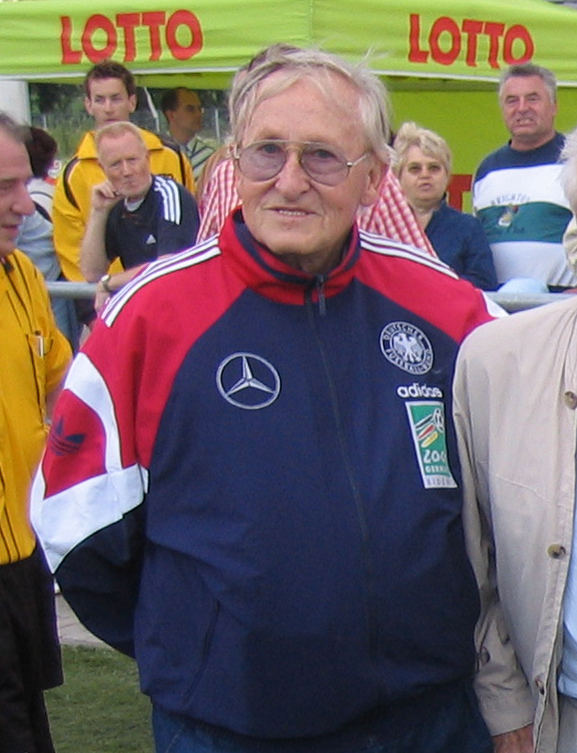
Rudi Gutendorf († 2019)

- 2019: Rudi Gutendorf, deutscher Fußballspieler und -trainer
- 2019: György Konrád, ungarischer Schriftsteller
- 2019: Eddie Money, US-amerikanischer Rockmusiker
- 2020: Paolo Knill, Schweizer Kunsttherapeut und Wissenschaftler
- 2020: Sarolta Selmeci, ungarische Handballspielerin
- 2021: Antony Hewish, britischer Radioastronom und Nobelpreisträger
- 2021: Borisav Jović, serbischer bzw. jugoslawischer Politiker
- 2021: Kathleen Partridge, australische Hockeyspielerin
- 2022: Jean-Luc Godard, französisch-schweizerischer Filmregisseur
- 2022: Günter Kütemeyer, deutscher Schauspieler
- 2023: Roger Whittaker, britisch-kenianischer Sänger und Liedermacher
- 2024ː Milda Vainiutė, litauische Juristin, Verfassungsrechtlerin und Hochschullehrerin

## Feier- und Gedenktage
- Kirchliche Gedenktage
  - Johannes Chrysostomos, römischer Bischof und Kirchenlehrer (anglikanisch, evangelisch, katholisch)
  - Radolt von Verona, fränkischer Bischof
- Namenstage
  - Johannes, Tobias
- Gedenktage
  - Tag des Programmierers in Nicht-Schaltjahren

Weitere Einträge enthält die Liste von Gedenk- und Aktionstagen.